# Vichy-Regime
Als Vichy-Regime (französisch Régime de Vichy) oder Vichy-Frankreich (französisch France de Vichy) bezeichnet man im Rückblick die Regierung des État français („Französischer Staat“). Dieser löste mit dem Verfassungsgesetz vom 10. Juli 1940 die Dritte Französische Republik ab, die vom nationalsozialistischen Deutschland im Westfeldzug während des Zweiten Weltkrieges besiegt worden war. Der „État français“ bestand bis 1944 und erhielt den inoffiziellen Namen nach seinem Regierungssitz, dem Kurort Vichy in der Auvergne.

## Der Weg nach Vichy
Am 16. Juni 1940 zeichnete sich mit der Einschließung der französischen Armeegruppen 2 und 3 der Zusammenbruch der französischen Verteidigung gegen den deutschen Westfeldzug ab. Als Ministerpräsident Paul Reynaud im Parlament für die Fortführung des Krieges an der Seite der Alliierten und den Abschluss der von Winston Churchill vorgeschlagenen britisch-französischen Union plädierte, blieb er in der Minderheit und trat zurück. Staatspräsident Albert Lebrun betraute daraufhin seinen Stellvertreter, den populären Marschall Pétain, den „Helden der Schlacht um Verdun“ im Ersten Weltkrieg, mit der Regierungsbildung und der Einleitung von Waffenstillstandsverhandlungen.
Der Waffenstillstand von Compiègne wurde am 22. Juni 1940 in Compiègne unterzeichnet. Er brachte unter anderem die De-facto-Teilung Frankreichs in einen unter deutscher Militärverwaltung stehenden Nord- und Westteil sowie einen unbesetzten Südteil (etwa 40 % der Landesfläche) mit Vichy als Sitz der französischen Regierung. Diese Regierung erhob grundsätzlich den Anspruch, weiterhin für ganz Frankreich einschließlich der Überseegebiete zuständig zu sein. Das Elsaß und Lothringen blieben nach dieser Auffassung staatsrechtlich ein Teil Frankreichs. Entgegen dieser Auffassung wurden diese östlichen Departements jedoch noch im Sommer 1940 einem deutschen „Chef der Zivilverwaltung“ (CdZ) unterstellt; französische Proteste wurden von deutscher Seite ignoriert. Es folgte eine „Eindeutschungspolitik“ zur Vorbereitung einer späteren Annexion.
General Charles de Gaulle, im Kabinett Reynaud Staatssekretär, plädierte wie Reynaud für die Fortsetzung des Kampfes gegen das Deutsche Reich, ging nach Großbritannien und richtete am 18. Juni von London aus über den französischsprachigen BBC-Sender Radio Londres einen Appell an alle Franzosen, den Kampf notfalls von den Kolonien aus fortzusetzen. Die von de Gaulle gegründeten Forces françaises libres (FFL; Freie Französische Streitkräfte) nahmen Ende Juli 1940 mit einer Stärke von etwa 7000 Mann den Kampf an der Seite der britischen Streitkräfte auf. De Gaulle wurde vom Vichy-Regime wegen Landesverrats in Abwesenheit zum Tode verurteilt; die FFL galten dem Vichy-Regime und der deutschen Besatzungsmacht als Freischärler.

## Verfassung

Die Standarte von Pétain als Staatschef des Vichy-Staates, zeigt eine Kombination aus dem französischen Marschallstab und der sogenannten „Francisque“, der legendären Doppelaxt des Gallierfürsten Vercingetorix. Die Staatsflagge blieb dagegen die Flagge Frankreichs.

Die Nationalversammlung der Dritten Republik verabschiedete am 10. Juli 1940 mit 569 gegen 80 Stimmen ein Gesetz, mit dem Marschall Pétain ermächtigt wurde, in einem oder mehreren Akten eine Verfassung für den État français (anstelle der République) zu verkünden; diese Verfassung müsse „die Rechte der Arbeit, der Familie und des Vaterlandes“ garantieren.
Tags darauf verkündete Pétain die ersten drei Konstitutionsakte, in denen er sich unter anderem selbst zum Chef d’État (Staatschef) mit Weisungsrecht gegenüber der Exekutive, Legislative und Judikative erklärte. Mit Konstitutionsakt Nummer 4 erklärte er am 12. Juli Pierre Laval zu seinem Stellvertreter.

## Politik

### Formale Regierungsgewalt
Staatsrechtlich unterstand dem Vichy-Regime ganz Frankreich mit Ausnahme des Elsass und Lothringens, die im Waffenstillstandsabkommen von Compiègne unter deutsche Verwaltung gestellt worden waren. Des Weiteren stand ein kleines Gebiet im Südosten des Landes (u. a. Monaco und Nizza) unter italienischer Verwaltung, dessen Besetzung von der deutschen und der Vichy-Regierung lediglich geduldet wurde.

### Tatsächliche Machtverhältnisse
Tatsächlich erstreckte sich die Verwaltungshoheit lediglich über 40 % des Mutterlandes und die Überseegebiete. Der überwiegende Teil der Nordzone war nach der Niederlage Frankreichs dem deutschen Militärbefehlshaber in Paris unterstellt, die beiden nördlichsten Départements am Ärmelkanal, Nord und Pas-de-Calais, jenem in Brüssel. In den besetzten Gebieten bedurften alle Gesetze und Erlasse des Vichy-Regimes der Gegenzeichnung durch die deutsche Militärverwaltung.
Am 10. und 11. November 1942, zwei Tage nach der Landung der Alliierten in Nordafrika, besetzten Deutsche und Italiener im „Unternehmen Anton“ auch die bis dahin unbesetzte Südzone Frankreichs. Damit hatte das Vichy-Regime seine geringe faktische Macht weitgehend eingebüßt. Trotzdem beließen die Deutschen das Vichy-Regime im Amt. Sie entschieden, dass die französische Verwaltung erhalten bleiben solle. Hitler sprach am 18. Dezember 1942 davon, dass es klug sei, „die Fiktion einer französischen Regierung mit Pétain aufrechtzuerhalten. Deshalb solle man Pétain ruhig als eine Art Gespenst beibehalten und ihn von Zeit zu Zeit etwas von Laval aufblasen lassen, wenn er etwas zu sehr zusammensinke.“ Trotz der Besetzung des Landes und der damit verbundenen Einbuße sämtlicher Entscheidungsgewalt trat die Vichy-Regierung nicht zurück, sondern beließ es bei einem Protest gegen den Bruch des Waffenstillstandsabkommens.
Nach der erfolgreichen alliierten Invasion in der Normandie wurden die Mitglieder des Vichy-Regimes im August 1944 zwangsweise in das Schloss Sigmaringen gebracht. Dort bestand das Marionettenregime des État français bis zur deutschen Kapitulation weiter.

### Politische Ziele

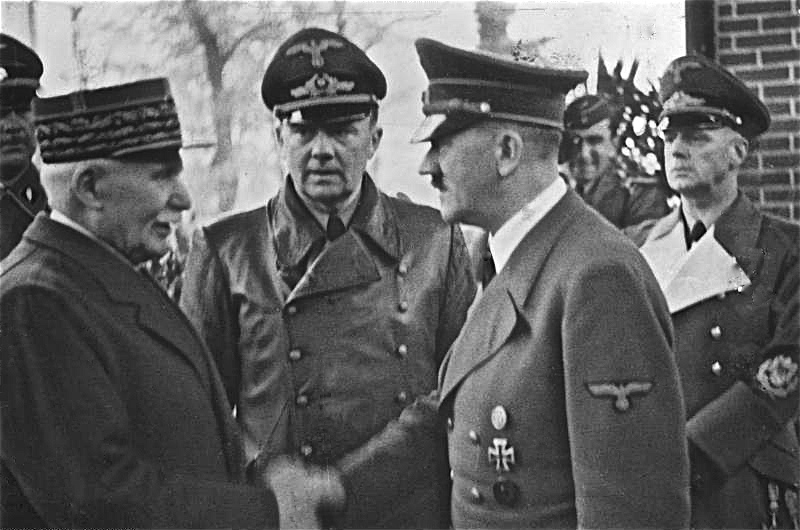
Philippe Pétain und Adolf Hitler am 24. Oktober 1940 in Montoire, in der Mitte Paul-Otto Schmidt als Dolmetscher, rechts Joachim von Ribbentrop

Pétain proklamierte ein neutrales Frankreich, das zwischen den kriegführenden Parteien Äquidistanz halten wollte. In diesem Sinne lehnte er am 24. Oktober 1940 beim Treffen mit Hitler in Montoire eine Kriegsbeteiligung Frankreichs an der Seite des Deutschen Reiches ab.
Eine Zusammenarbeit (Kollaboration) mit dem Deutschen Reich hielt Pétain jedoch für notwendig, um die Versorgung der Bevölkerung sicherzustellen, Art und Umfang der materiellen, personellen und industriellen Ausbeutung des Landes in Grenzen zu halten und die Rückführung der etwa zwei Millionen französischen Soldaten aus deutscher Kriegsgefangenschaft zu erreichen.
Persönlich war Pétain überzeugt, dass die innere Zerrissenheit des Landes und der Verfall traditioneller Werte wesentlich zur militärischen Niederlage beigetragen hatten. Im sogenannten Prozess von Riom (Februar 1942 bis Mai 1943) sollte die Verantwortlichkeit dafür den wichtigsten Politikern und Militärs der letzten Jahre vor dem Krieg zugeschoben werden. Pétain wollte nun die Franzosen in einer Révolution nationale zu einer neuen Einheit führen. So ließ er die an allen öffentlichen Gebäuden befindliche Parole Liberté, Égalité, Fraternité („Freiheit, Gleichheit, Brüderlichkeit“) durch den Wahlspruch Travail, Famille, Patrie („Arbeit, Familie, Vaterland“) ersetzen.

### Innenpolitik
Die Niederlage im Jahre 1940 war für die Franzosen ein schwerer Schock. Als einer der Hauptgründe wurden die tiefen Klüfte innerhalb der Gesellschaft gesehen. Pétain war von der Niederlage unbelastet. Er wurde nun aufgrund seines legendären Rufes aus dem Ersten Weltkrieg von der Mehrheit der Franzosen und trotz seines hohen Alters als der richtige Mann angesehen, das Land zu einen und durch die Turbulenzen der kommenden Jahre zu führen. Die Mehrheit akzeptierte auch die neue autoritäre Verfassung und war zur Neutralität und zu einer Zusammenarbeit mit den deutschen Behörden bereit, die zur Lockerung der Waffenstillstandsbedingungen führen würde. Das Vichy-Regime wurde daher zunächst mehrheitlich begrüßt. Der Historiker Henri Amouroux sprach von vierzig Millionen Pétainisten. Als jedoch die erwarteten Lockerungen nicht eintraten und sich die Kriegswende mit zusätzlichen Härten abzeichnete, verlor das Vichy-Regime an Ansehen. Die Regierung von Pétain hielt sich – mit Einschränkungen – trotzdem bis zum Sieg der Alliierten.
Nach der Ausschaltung des Parlamentes ordneten sich die Interessensgruppen neu. Die Kommunisten waren verboten, die Sozialisten aus Protest gegen die autoritäre Verfassung in der Opposition. Neben den „Konservativen“, die zwar die Regierung Pétain begrüßten, aber eine Zusammenarbeit mit den Achsenmächten ablehnten, war politisch noch die „Action française“ bedeutsam, die das republikanische System durch eine Monarchie ersetzen wollte und einer gemäßigten Kollaboration nicht negativ gegenüberstand. Die faschistisch eingestellten Kreise organisierten sich im Parti populaire français (P.P.F.) unter Jacques Doriot und in der Rassemblement national populaire (RNP) unter Marcel Déat.
Eines der wichtigsten innenpolitischen Ziele war die Verbesserung der sportlichen Möglichkeiten, vor allem für die Jugend. Hier stimmte man mit den politischen Ideen anderer faschistischer Systeme überein, sah aber auch im Sport anstelle des Militärs die Chance – so auch in Deutschland nach dem Ersten Weltkrieg –, die Jugend für einen künftigen Krieg körperlich aufzurüsten. Mit Jean Borotra wurde zum ersten Mal ein Staatssekretär für Jugend und Sport geschaffen, dem mit 1,9 Milliarden Francs mehr Mittel zur Verfügung gestellt wurde als dem gesamten französischen Sport in der Zwischenkriegszeit. Die Zentralisierung des Sports unter Pétain diente als Vorbild für die Sportförderung im Nachkriegsfrankreich bis heute.
Im unbesetzten Teil des Landes und in Nordafrika wurden Jugendlager (Chantiers de la Jeunesse) eingerichtet. Auch Jugendliche aus dem besetzten Gebiet konnten sich für den achtmonatigen Freiwilligendienst bewerben. Später wurde es möglich, den Dienst um weitere acht Monate zu verlängern und sich so der Zwangsarbeit in Industriebetrieben des Deutschen Reiches zu entziehen.

### Antijüdische Politik
Innerhalb weniger Tage nach Gründung des État Français am 11. Juli 1940 erließ das Vichy-Regime eine Reihe von Gesetzen, die sich gegen die im Lande lebenden ausländischen Juden richteten. Am 17. Juli 1940 wurde bestimmt, dass eine Beschäftigung im öffentlichen Dienst nur noch möglich sein sollte, wenn der Vater eines Betroffenen Franzose war. Mit weiteren Gesetzen am 16. August und 10. September 1940 wurde diese Regelung auf die medizinischen Berufe und die Angehörigen der Barreau, der Anwaltschaft, ausgedehnt. Daneben sollten sämtliche Einbürgerungen der Vergangenheit überprüft werden. Mit dieser Absicht wurde das Décret Crémieux für die Juden Algeriens am 7. Oktober 1940 abgeschafft. Am 27. August 1940 war die Loi Marchandeau, die eine antisemitische Presseberichterstattung unter Strafe gestellt hatte, abgeschafft worden. Einen vorläufigen Höhepunkt fand das Vorgehen gegenüber ausländischen Juden im Internierungsgesetz vom 4. Oktober 1940. Nunmehr konnte diese Personengruppe ohne Angabe von Gründen interniert werden: „Die ausländischen Staatsangehörigen jüdischer Rasse (ressortissants étrangers de race juive) können mit Verkündung des vorliegenden Gesetzes aufgrund einer Entscheidung des Präfekten des Departements, in dem sie ihren Wohnsitz haben, in besondere Lager (camps spéciaux) eingewiesen werden.“ Daneben arbeitete die französische Staatsführung seit Juni/Juli 1940 an einem „Judenstatut“, das eine umfassende „Säuberung“ der Verwaltung sowie der staatlich kontrollierten Berufe in den Bereichen Justiz, Medizin, Bildung und Kultur vorsah. Wie der Historiker Michael Mayer 2007 nachwies, war das am 3. Oktober 1940 erlassene und am 18. Oktober im Journal officiel de la République française verkündete Statut des Juifs Ausdruck einer autonomen französischen „Judenpolitik“, die keinem direkten und beinahe keinem indirekten deutschen Einfluss ausgesetzt war. In einem weiteren Gesetz wurde festgelegt, dass ausländische Juden ab sofort von ihrer Präfektur in speziellen Lagern interniert werden könnten. Am 2. Juni 1941 wurde das Statut des Juifs weiter verschärft, so dass die jüdische Bevölkerung nunmehr einer umfassenden rechtlichen Diskriminierung unterworfen war.

### Außenpolitik
Obwohl Pétain nach dem Angriff auf die Flotte in Mers-el-Kébir durch die Royal Navy (3. Juli 1940) die diplomatischen Beziehungen zu Großbritannien abgebrochen hatte, wurde die Regierung in Vichy von den Alliierten zunächst weiterhin als legitime Vertretung der Franzosen anerkannt. Es waren vor allem die USA, die über ihren Botschafter Admiral William D. Leahy enge Beziehungen zu Vichy pflegten. Präsident Franklin Roosevelt und Außenminister Cordell Hull wollten ebenso wie Churchill vermeiden, Pétain durch Isolation in die Arme Hitlers zu treiben. Dazu Churchill (nach Kriegsende):

„Was auch in der Vergangenheit geschehen sein mochte, [Oran!] Frankreich war doch unser Leidensgefährte, und nichts als ein offener Krieg zwischen uns konnte es daran hindern, auch unser Gefährte im Sieg zu sein. Diese Politik war eine schwere Belastung für de Gaulle, der alles aufs Spiel gesetzt und die Fahne hochgehalten hatte, dessen Handvoll Anhänger außerhalb Frankreichs aber niemals den Anspruch erheben konnten, eine wirkliche französische Gegenregierung zu bilden.“

Da de Gaulle auch ein schwieriger und eigenwilliger Partner für die Alliierten war, suchten diese 1942/43 nach ihrer Landung in Französisch-Nordafrika nach einer prominenteren, entgegenkommenderen Führungspersönlichkeit. Da weder Ex-Ministerpräsident Reynaud noch General Weygand verfügbar waren, griff man trotz Bedenken wegen seiner Vichy-treuen Vergangenheit zunächst auf Admiral François Darlan zurück. Nach dessen kurz darauf erfolgter und bis heute nicht völlig aufgeklärter Ermordung in Algier versuchten vor allem die Amerikaner, General Henri Giraud, der einige Monate zuvor aus deutscher Kriegsgefangenschaft geflohen war, als Gegenspieler de Gaulles aufzubauen. Der honorige, aber politisch unerfahrene Giraud wurde schließlich zusammen mit de Gaulle als Doppelspitze der „Freien Franzosen“ von den Alliierten anerkannt, verlor jedoch im Verlauf des Jahres, u. a. aufgrund militärischer Fehlentscheidungen, jeglichen Einfluss auf die weitere Entwicklung. Außerdem hatte de Gaulle seit Mitte 1943 einen Trumpf in der Hand. Einem seiner Mitarbeiter, Jean Moulin, war es am 15. Mai 1943 gelungen, die wichtigsten Gruppierungen der Résistance zur Gründung des Conseil national de la Résistance (CNR) zu bewegen, dessen erste Deklaration die Forderung war, unverzüglich eine provisorische Regierung unter der Leitung von de Gaulle zu bilden. Dies geschah dann bereits einen Tag später mit der Gründung des „Französischen Komitees für die nationale Befreiung“ (CFLN) in Algier.
Diese Vorstufe zu einer Gegenregierung war nach der Besetzung des Vichy-Territoriums durch deutsche Truppen im November 1942 (als Reaktion auf die alliierte Landung in Nordafrika) ein weiterer schwerer Schlag für die Regierung in Vichy.

## Militär
Das Regime verfügte – abgesehen vom unbesetzten Staatsgebiet – anfangs noch über alle Kolonien sowie über ein 100.000 Mann starkes Heer und die französische Kriegsmarine. Seit Herbst 1940 gab es dazu die Légion française des combattants, eine Kriegsveteranenorganisation, aus der Joseph Darnand gemeinsam mit hohen Offizieren im Spätsommer 1941 enttäuschte Kämpfer rekrutierte, die im Département Alpes-Maritimes eine geheime Militärorganisation unter der Bezeichnung Service d’ordre légionnaire (SOL) gründeten, die bei einer weiteren italienischen Aggression gegen französisches Territorium zum Einsatz kommen sollte. Bis zum Ende 1941 entwickelte sie sich zu einer ernstzunehmenden Streitmacht, die als zusätzlicher Schutz Frankreichs vor externer und interner Aggression im Januar 1942 den offiziellen Segen des Vichy-Regimes erhielt. Gegen Ende des Sommers 1942 rekrutierte Darnand daraus Freiwillige für die Légion volontaires français (LVF), die Légion anti-bolchévique bzw. Légion tricolore, einen französischen Verband in deutscher Uniform, der an der Ostfront gegen die Sowjetunion kämpfen sollte.

## Die Kollaboration

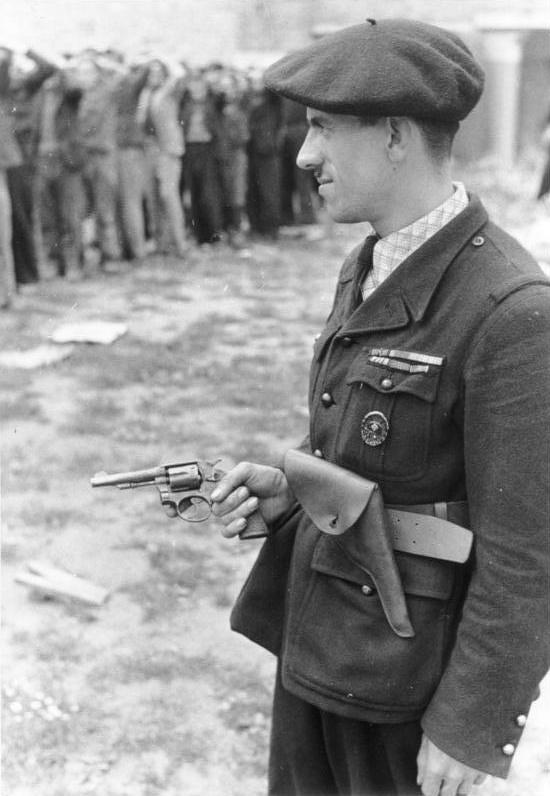
Französischer Milizionär bewacht Widerstandskämpfer (1944)

Die Zusammenarbeit der Zivilbevölkerung und der französischen Behörden mit dem Deutschen Reich ist auch heute noch ein Thema mit hoher politischer Brisanz, da es weiterhin unterschiedliche Auffassungen über Grad und Umfang einer akzeptablen Zusammenarbeit gibt. Unbestritten ist, dass es im Rahmen der Vichy-Regierung zu einer sehr weitreichenden Form der Kollaboration kam, die teilweise freiwillig, hauptsächlich jedoch aufgrund tatsächlicher oder zugesagter Gegenleistungen oder Erpressung geleistet wurde.

### Politische Zusammenarbeit
Die staatliche Kollaboration wurde nach dem Treffen von Marschall Pétain und Hitler in Montoire-sur-le-Loir am 24. Oktober 1940 mit dem Handschlag von Montoire öffentlichkeitswirksam eingeleitet. Dieses symbolträchtige Bild wurde der Rundfunkansprache de Gaulles über die Sender der BBC entgegengesetzt, in der dieser die Fortsetzung seines Kampfes an der Seite der Alliierten angekündigt hatte. Obwohl Pierre Laval mit führenden Nationalsozialisten (darunter Hitler selbst) zwei Tage zuvor am gleichen Ort Vorgespräche geführt hatte, erbrachte das Treffen von Montoire aber letztlich nur eine magere Erfolgsbilanz: Keine Seite ließ sich auf konkrete Absprachen ein. Lediglich das Prinzip der Kollaboration wurde verkündet, wobei die deutsche Seite sorgfältig darauf achtete, den Inhalt dieser Vereinbarung nicht zu genau festzulegen.
Pétain hoffte ebenso wie Laval, die deutsche Seite durch Zeichen guten Willens nach dem Treffen von Montoire milde zu stimmen. Im Gegenzug sollte auch Deutschland Zugeständnisse machen, wie z. B. die Rückkehr der französischen Kriegsgefangenen und eine Änderung der Demarkationslinie zwischen der militärisch besetzten Nordzone und der unbesetzten Südzone oder die Rückkehr der französischen Regierung nach Versailles zu erlauben. Aufgrund seiner Frankreich-Feindlichkeit war Hitler jedoch nicht zu den geringsten Zugeständnissen an die unterlegene Nation bereit. Er betrachtete die Zusammenarbeit mit dem Vichy-Regime vielmehr als ein ebenso taktisch wie strategisch einzusetzendes Mittel im weiter bestehenden Konflikt mit Großbritannien und beim geplanten Überfall auf die Sowjetunion. Letztlich ging es ihm darum, Frankreich mit geringstmöglichen Mitteln zu neutralisieren, wirtschaftlich zu kontrollieren und gleichzeitig sicherzustellen, dass das Vichy-Regime sich jedem Versuch der Gaullisten und Briten, Nordafrika zu besetzen, widersetzen würde.
Pétain erklärte in seiner Rundfunkansprache vom 30. Oktober 1940, dass er nun den Weg der Kollaboration betrete: « j’entre aujourd’hui dans la voie de la collaboration ». In der Folgezeit zeigte er sich jedoch angesichts ausbleibender konkreter Vereinbarungen und mangelnden Entgegenkommens Hitlers enttäuscht: Er habe ein Nichts getroffen (rien du tout), einen Durchschnittsmenschen, der seine historischen Lektionen nicht gelernt habe (un médiocre qui n’a pas retenu les leçons de l’histoire) und spielte die Bedeutung des Treffens von Montoire herunter, das von Anfang an als informelles Konsultationstreffen (tour d’horizon) geplant gewesen sei. Am 13. Dezember 1940 entließ Pétain seinen Stellvertreter Laval wegen zu eigenwilliger Verhandlungsführung, letztlich jedoch aus innenpolitischen Gründen. Pétain zog jedoch letztlich keine Konsequenzen aus dem Fehlschlag seiner Politik. Laval und er rechneten weiterhin mit einem deutschen Endsieg und wollten aus Frankreich einen privilegierten Partner von Hitlers Europapolitik machen. Sie verkannten völlig, dass Hitler aus Frankreich nichts anderes machen wollte als einen tributpflichtigen und nach Belieben auszubeutenden Vasallen. Der einzige Unterschied zwischen den Vorstellungen der beiden Politiker von Kollaboration war ein gradueller: Im Falle von Pétain spielten eher reaktionäre und nationalistische Motive eine Rolle, während Laval eher in europäischen Zusammenhängen dachte.
Um seinen guten Willen zu bezeugen, hat das Vichy-Regime häufig deutsche Forderungen vorweggenommen oder übererfüllt. Die Gegenleistungen der Besatzungsmacht waren eher begrenzt, die Kosten der Besatzung stiegen vielmehr bis zuletzt kontinuierlich an. So erreichten Pétain und Laval für die Aushebung von 600.000 bis 650.000 Arbeitskräften für den Service du travail obligatoire (STO) im Gegenzug lediglich die Rückkehr von weniger als 100.000 Kriegsgefangenen, die aus Alters- und Gesundheitsgründen wohl ohnehin zurückgeschickt worden wären.
Unter den Kollaborateuren, die den verschiedenen Regierungen des Vichy-Regimes angehörten oder diese unterstützten, ist besonders Fernand de Brinon hervorzuheben, der Generalbeauftragte Vichys in der besetzten Nordzone von 1941 bis 1944, der bereits in der Vorkriegszeit ein großer Bewunderer des „Dritten Reichs“ gewesen war. Zu erwähnen sind außerdem Jacques Benoist-Méchin, der Hauptberater Darlans in den Verhandlungen mit Hitler (1941–1942); Gaston Bruneton, Sozialbeauftragter für die (teilweise freiwilligen, teilweise zwangsverpflichteten) französischen Arbeitskräfte in Deutschland, der eng mit der Deutschen Arbeitsfront (DAF) zusammenarbeitete; Jean Bichelonne, zunächst Minister für Industrieproduktion, später für das Transportwesen, oder der Schriftsteller Abel Bonnard, genannt Gestapette, der 1942 Minister für Nationalerziehung wurde. 1944 wurden die faschistischen Überzeugungstäter Joseph Darnand, Philippe Henriot und Marcel Déat auf deutschen Druck hin Regierungsmitglieder.
Während zahlreiche Pariser Kollaborateure das Vichy-Regime offen verachteten, das ihnen zu reaktionär und zu wenig engagiert in der Zusammenarbeit mit dem Dritten Reich war, erklärten sich andere wie z. B. Darnand zu bedingungslosen Anhängern des Marschalls Pétain. Jacques Doriot, der Anführer der Parti populaire français (PPF), präsentierte sich der Öffentlichkeit bis Ende 1941 als un homme du Maréchal (ein Mann des Marschalls). Pierre Laval, der bedeutendste Vichy-Politiker nach Pétain, unterhielt sehr enge politische Beziehungen zu Déat und Darnand und übernahm persönlich die Leitung der Milice française, einer gewalttätigen Organisation, die die Gestapo bis zum Äußersten unterstützte.

### Wirtschaftliche Zusammenarbeit
Der Begriff wirtschaftliche Kollaboration bedeutet in diesem Zusammenhang vor allem, dass das Vichy-Regime die Politik der deutschen Besatzungsmacht umsetzte. Die formale Verpflichtung dazu ergab sich zunächst aus der Kriegsschuld, die zwar theoretisch im Waffenstillstand vom Juni 1940 festgelegt, in der Praxis aber einseitig von den Deutschen bestimmt wurde, da diese den Wechselkurs des französischen Franc zur deutschen Mark nach Belieben veränderten. Diese Kriegsschuld, ursprünglich zum Unterhalt der Besatzungstruppen gedacht, betrug durchschnittlich 400 Millionen Francs täglich, was damals etwa 4 Millionen Tageslöhnen von Arbeitern entsprach. Obwohl Frankreich wirtschaftlicher Ausbeutung (in Form des Abtransportes von Rohstoffen und der Requirierung und Überführung von Lokomotiven, Werkzeugmaschinen, Motoren aller Art, Eisenkonstruktionshallen, Munitionsfertigungsmaschinen, Bergbauspezialgeräten, Kränen und weiteren industriellen Werten) unterworfen war, erkannte die deutsche Besatzungsmacht durchaus, dass das wirtschaftliche Leben so weit wie möglich normal gestaltet werden musste, wenn die eroberten industriellen Kapazitäten für die eigene Kriegswirtschaft nutzbar gemacht werden sollten. Aus diesem Grund wurde ein brutales Diktat vermieden und der Regierung Pétain ein bestimmtes Maß an Eigenständigkeit zugestanden.
Im Oktober 1940 gab es in Frankreich infolge der militärischen Niederlage eine Million Arbeitslose (wobei zu berücksichtigen ist, dass zusätzlich noch die 1,5 Millionen französischen Kriegsgefangenen dem französischen Arbeitsmarkt entzogen waren, die in Deutschland während fast der gesamten Dauer des Krieges als Arbeitskräfte eingesetzt wurden). Schon bald nach dem Waffenstillstand ermächtigte die Vichy-Regierung französische Unternehmen, Verträge mit Deutschland abzuschließen. Deutsche Aufträge wurden die Hauptantriebskraft für das Wiederaufleben der französischen Wirtschaft. Bis April 1941 buchten französische Firmen Aufträge im Wert von 1,5 Milliarden Reichsmark; bis Herbst 1942 waren es bereits über vier Milliarden Reichsmark. Frankreich wurde der wichtigste europäische Lieferant des Dritten Reichs während des Zweiten Weltkriegs. So konnte beispielsweise die Firma Renault ihren Umsatz von 1940 bis 1942 verfünffachen. Die französische Weinwirtschaft, die immer noch an den Auswirkungen der Weltwirtschaftskrise zu leiden hatte, arrangierte sich sofort mit der Besatzungsmacht und erlebte in der Folgezeit einen ungeahnten Aufschwung. Die Arbeitslosenzahl fiel bis 1942 auf 125.000 und zur Zeit der Libération herrschte praktisch Vollbeschäftigung. Mit den Besatzungskosten beschäftigte die deutsche Besatzungsmacht große Teile der französischen Landwirtschaft und Industrie. Nach den Statistiken des Office central de la production industrielle produzierten 1943 100 % der Luftfahrtindustrie, 100 % der Schwerindustrie, 80 % der Bauindustrie, 60 % der Kautschukindustrie im Auftrag der Deutschen. Henry Rousso merkt dazu an, dass diese Angaben wahrscheinlich insgesamt etwas zu hoch angesetzt seien, die Größenordnungen aber weitgehend korrekt wiedergäben. Eberhard Jäckel gibt an, dass im Frühjahr 1942 rund 170.000 Franzosen direkt für die Wehrmacht arbeiteten, 275.000 beim Bau von Flughäfen und von Befestigungen wie dem Atlantikwall und 400.000 schließlich in der Rüstungsproduktion.
Der deutschen Wirtschaftsorganisation entsprechend wurden zwölf nach Branchen und Produkten gegliederte Comités d’organisation (CO) und ein Office central de répartition des produits industriels (OCRPI) gegründet, die unter der Aufsicht des Ministeriums für Industrielle Produktion standen. Diese führten die 321 französischen Kapitalgesellschaften, koordinierten die Rohstoffzuteilungen und Lieferungen an die deutschen Stellen und lieferten darüber hinaus auch Informationen über die Rohstoffbestände in den unbesetzten Gebieten. Das Vichy-Regime nutzte sein dirigistisch ausgerichtetes Wirtschaftssystem zwar einerseits zur Bewältigung der existenziell wichtigen deutschen Produktions- und Lieferaufträge, versuchte andererseits aber auch den deutschen Einfluss auf die Wirtschaft nach Möglichkeit zu begrenzen. So wurde versucht, den unkontrollierten Zufluss deutschen Kapitals zu begrenzen; die Gründung deutsch-französischer Mischgesellschaften unter öffentlicher Kontrolle wurde jedoch ermöglicht (z. B. Francolor (51-%-Beteiligung der IG Farben); France-Rayonne (Tochterfirma von Rhône-Poulenc für Textilsynthetik; 33 % deutsche Beteiligung); Théraplix (Medikamente); der Industriegase-Hersteller Imbert). Deutsche Konzentrationsmaßnahmen in „arisierten“ Wirtschaftsbereichen (Leder, Kleiderindustrie, Handel) konnte das Regime zwar nicht verhindern, es bemühte sich jedoch, möglichst viele der enteigneten Vermögenswerte in „französische“ Hände überzuleiten.
Eine besonders unrühmliche Form der wirtschaftlichen Kollaboration des Vichy-Regimes war seine Mitwirkung an der Zwangsverpflichtung von Arbeitskräften für den Einsatz in Deutschland. Bis zum Frühjahr 1942 waren trotz Zwangsrekrutierungen von Bergleuten und Metallarbeitern in der besetzten Zone sowie der Anwerbung französischer Freiwilliger für die deutsche Rüstungsindustrie lediglich 50.000 Franzosen in Deutschland tätig. Da diese Zahlen weit unter den Hitler zugesagten lagen, wurden tausende Franzosen vom Vichy-Regime zwangsrekrutiert. Als im Februar 1942 Albert Speer in Deutschland die Kriegsproduktion drastisch erhöhte, forderte Fritz Sauckel, der Generalbevollmächtigte für den Arbeitseinsatz, am 15. Mai die Entsendung weiterer 250.000 Arbeitskräfte nach Deutschland, davon 150.000 Facharbeiter. Laval hoffte, dieses Ziel durch die Relève zu erreichen, da bei Zielerreichung die Heimkehr von 50.000 Kriegsgefangenen zugesagt worden war. Da sich jedoch die dürftige Ernährung und schlechte Behandlung der Freiwilligen herumgesprochen hatten, meldeten sich lediglich 16.800 Facharbeiter für den Dienst in Deutschland. Im Gegenzug durften auch nur 1000 Kriegsgefangene heimkehren. Um das gewünschte Kontingent zu erfüllen, erließ Laval ein Gesetz, das Männer im Alter zwischen 18 und 50 sowie ledige Frauen zwischen 21 und 35 Jahren auch im Ausland dienstpflichtig machte. Als Sauckel bis Ende 1942 die geforderte Anzahl von 240.000 französischen Zwangsarbeitern erhalten hatte, forderte er am 2. Januar 1943 weitere 250.000 Arbeitskräfte, die auf Basis des am 16. Februar 1943 ins Leben gerufenen Service du travail obligatoire (STO) erfüllt werden konnte. Der STO zeigte jedoch bald seine Kehrseite: junge Franzosen, denen der STO drohte, gingen verstärkt in den Untergrund. Die dritte Aktion, die ab 6. August 1943 weitere 500.000 Arbeitskräfte bringen sollte, wurde lediglich zu 20 % erfüllt. Die vierte Aktion zum Anfang des Jahres 1944 brachte nur mehr 50.000 Zwangsarbeiter ein.
Die deutsche Seite konnte nicht nur aufgrund der Waffenstillstandsvereinbarungen Druck auf das Vichy-Regime ausüben, sondern auch aufgrund des Verhaltens vieler französischer Wirtschaftsunternehmen. Oftmals nahmen diese direkt Kontakt mit Wirtschaftsvertretern des Dritten Reiches auf und umgingen somit die Steuerungsversuche ihrer eigenen Regierung. Unter dem Druck der eigenen Finanz- und Industriekreise musste sich das Vichy-Regime letztendlich zu fast jedem Zugeständnis bereit erklären, was im Ergebnis dazu führte, dass eher ein Überangebot an wirtschaftlicher Kollaboration herrschte.

### Militärische Zusammenarbeit

Flagge der Milice française

Die Protokolle von Paris
Der Vize-Präsident des Vichy-Regimes nach der Entlassung Lavals, Admiral Darlan, hingegen sah die Kollaboration mit Deutschland als langfristige Strategie, der zufolge Frankreich sich unter Abkehr von seiner bisherigen diplomatischen Tradition dem Kontinentalsystem unter Führung Deutschlands anschließen sollte. Er traf am 11. und 12. Mai 1941 in Berchtesgaden mit Hitler zusammen, der ihn für eine erweiterte militärische Zusammenarbeit gewinnen wollte. Darlan unterzeichnete daraufhin am 28. Mai 1941 mit Otto Abetz, dem deutschen Botschafter in Frankreich, die drei Protokolle von Paris (Protokoll I für Syrien und Libanon; Protokoll II für Bizerta und Tunesien; Protokoll III für Französisch-Westafrika und Französisch-Äquatorialafrika sowie ein Zusatzprotokoll zu den vom Vichy-Regime aufgestellten Forderungen nach mehr Mitteln für den Fall eines alliierten Angriffs). Marschall Pétain bestätigte den Wortlaut der Protokolle ausdrücklich in einem Telegramm an General Dentz, den französischen Hochkommissar für Syrien und Libanon. Deutschland wurde die Benutzung der französischen Stützpunkte in Syrien, französische Waffenlieferungen an irakische Aufständische im Britisch-Irakischen Krieg, Durchreise des Deutschen Afrikakorps durch das französisch kontrollierte Tunesien sowie die Überholung von Schiffen der deutschen Kriegsmarine in Dakar zugesagt. Im Gegenzug sollte Deutschland die Besatzungsgebühren um ein Viertel reduzieren, 100.000 Kriegsgefangene freilassen und die Wiederbewaffnung einiger französischer Kriegsschiffe genehmigen.
Am 21. Dezember 1941 trafen General Juin und Hermann Göring in Berlin nochmals zusammen, um eine Nutzung des französischen Marinestützpunkts in Bizerta durch das Deutsche Afrikakorps zu vereinbaren. Da die von Vichy als Gegenleistung geforderte Verstärkung der französischen Truppen in Afrika sowie eine Abschwächung der Waffenstillstandsbedingungen aus dem Jahr 1940 von der deutschen Seite abgelehnt wurden, scheiterten diese Verhandlungen jedoch.
Die Miliz
Die Milice française wurde am 30. Januar 1943 vom Vichy-Regime aus Mitgliedern des Service d’ordre légionnaire (SOL) zusammengestellt und als Hilfstruppe der deutschen Armee eingesetzt, z. B. 1944 bei der Bekämpfung des Maquis im Vercors. Das Kommando führte nominell Laval, die eigentliche Leitung lag allerdings in den Händen von Joseph Darnand. Die Zahl der Bewaffneten in der Milice erreichte schließlich 30.000 Mann. Diese Kräfte kamen ab Januar 1944 vorwiegend in der Nordzone zum Einsatz, wo sie vom Militärbefehlshaber zumeist im Kampf gegen die Résistance eingesetzt wurden. Darnand stellte zusätzlich die Groupes mobiles de réserve (GMR) auf und schlug die Gründung einer Groupe franc de la garde unter seiner direkten Kontrolle zur Zerschlagung des Maquis des Glières (Département Haute-Savoie) vor, was von deutscher Seite jedoch abgelehnt wurde.

### Polizeiliche Zusammenarbeit

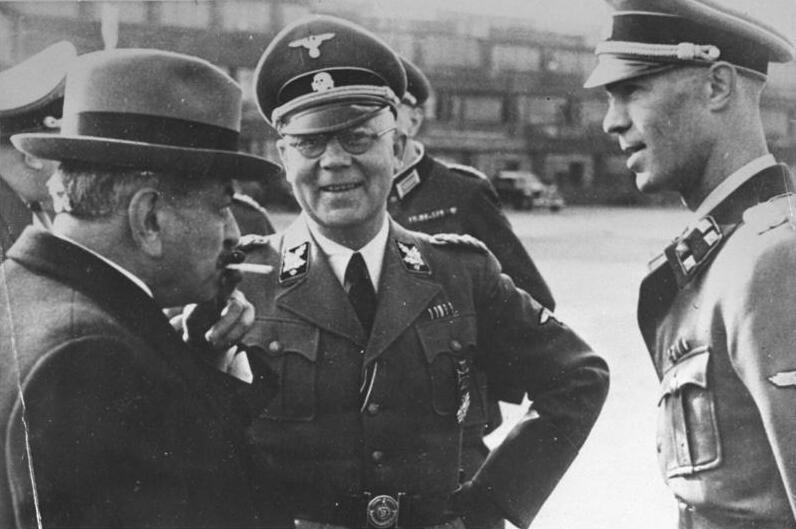
Carl Oberg (Mitte) im Gespräch mit Pierre Laval

Nach dem Waffenstillstand vom Juni 1940 suchten die deutschen Besatzer in den Kriegsgefangenenlagern nach spanischen Republikanern, da Hitler zu dieser Zeit Franco noch zu einem Kriegseintritt auf Seiten Deutschlands zu bewegen suchte. Das Vichy-Régime erhob keinen Einspruch dagegen, dass die Mehrzahl der so Aufgespürten in das KZ Mauthausen eingeliefert wurden. Obwohl die Bekämpfung der französischen Kommunisten bis zum Überfall auf die Sowjetunion im Juni 1941 keinen hohen Stellenwert für die deutschen Besatzer hatte, setzte das Vichy-Regime die schon von der Regierung Daladier begonnenen Maßnahmen gegen die Kommunisten fort. Nachdem die Kommunisten sich der Résistance angeschlossen und angefangen hatten, Anschläge zu begehen, wurden von der französischen Polizei verhaftete Kommunisten an die deutsche Besatzungsmacht ausgeliefert.

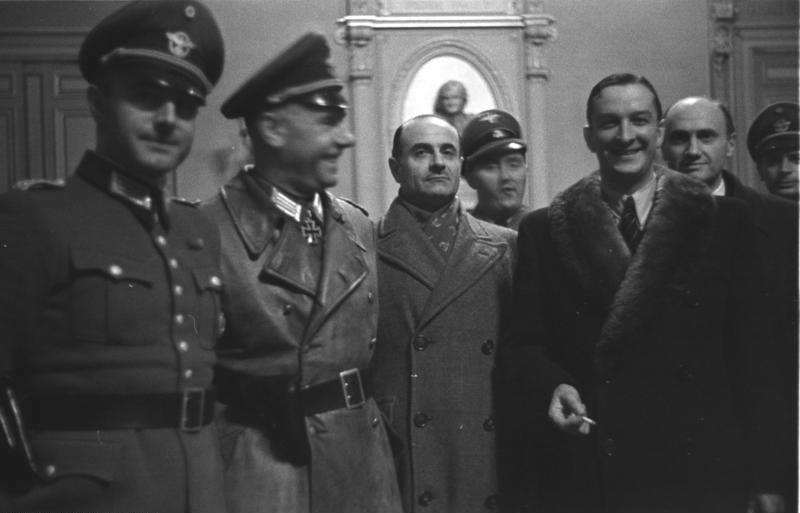
René Bousquet (rechts im Pelzmantel) am 23. Januar 1943 in Marseille bei einer Lagebesprechung anlässlich der „Räumung“ des Hafenviertels, mit SS-Sturmbannführer Bernhard Griese (2. v. l.)

Nachdem General Carl-Heinrich von Stülpnagel im Februar 1942 zum Militärbefehlshaber in Frankreich ernannt worden war, forderte er für seinen Verantwortungsbereich eine klare Trennung zwischen militärischen und politischen Aufgaben. Da dies den Vorstellungen von Himmler und Heydrich entgegenkam, die ihren Einflussbereich innerhalb Europas ausdehnen wollten, ernannte Hitler am 9. März 1942 den SS-General Carl Oberg zum Höheren SS- und Polizeiführer für das besetzte Frankreich. Sein Stellvertreter wurde SS-Standartenführer Helmut Knochen als Befehlshaber der Sicherheitspolizei und des SD. Unter ihrer Aufsicht und auf ihre Anordnung hin sollte die französische Polizei Maßnahmen gegen Kriminelle, Juden sowie gegen Kommunisten durchführen. Zu dieser Zeit umfassten die deutschen Polizeikräfte in Frankreich lediglich drei Bataillone mit ca. 3000 Männern (gegenüber gleichzeitig 5000 in den besetzten Niederlanden). Für Verhaftungen mussten die Deutschen auf die 47.000 französischen Polizisten in der besetzten Zone zurückgreifen. Zwei Monate nach der Wannseekonferenz besuchte Heydrich vom 5. bis 12. Mai 1942 erstmals Frankreich, um die polizeiliche Kooperation zu verbessern: er versprach dabei größere Unabhängigkeit für die Polizeikräfte der besetzten Zone, unter der Bedingung, dass diese konsequent alle Feinde der Besatzungstruppen unterdrücke, die ja auch die Feinde der Révolution nationale seien.
Im April 1942 ernannte Pierre Laval den Verwaltungsfachmann René Bousquet zum Generalsekretär der Polizei. Dieser ging von der Annahme aus, dass die Besatzungsmacht der Vichy-Regierung die Kontrolle über eine ausreichend bewaffnete Polizei in beiden Zonen anvertrauen würde, wenn es gelänge, die deutsche Seite von der vorbehaltlosen Kollaboration der französischen Polizei zu überzeugen. Diese Haltung passte gut zu den Plänen von Oberg, Knochen und ihrem Vorgesetzten Heydrich, die anders als ihre Vorgänger auf die französische Polizei setzten. Dieser mehr Autonomie und Verantwortung zu übertragen, brachte erhebliche Vorteile, ohne dabei das eigene Risiko zu erhöhen: mehr Wirksamkeit, weniger patriotische Reaktionen der französischen Bevölkerung, mehr Engagement der durch die Zusammenarbeit kompromittierten Polizisten.

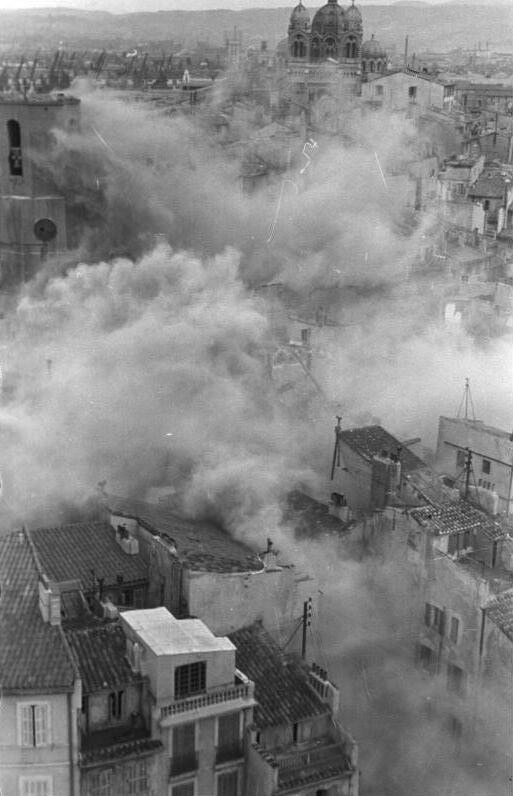
Sprengung von Wohngebäuden im alten Hafenviertel von Marseille

Die Erfassung aller Juden im Département Seine mittels der sogenannten Tulard-Akten durch die Polizeipräfektur Paris erfolgte ab Oktober 1941 auf deutsche Anordnung und wurde zur organisatorischen Grundlage für die Razzien, die ab dem Mai 1941 zunächst noch von der deutschen Besatzungsmacht und der französischen Polizei gemeinsam durchgeführt wurden. Auf Grund von Vereinbarungen zwischen Bousquet und Oberg vom Juli 1942 wurden die Razzien auf Juden nur noch durch die französische Polizei durchgeführt. Französische Gendarmerie und Zollbeamte wurden auch mit der Überwachung der Zufahrtswege und der näheren Umgebung des Sammellagers Drancy beauftragt.
Die französische Polizei sollte eigentlich alle Widerstandskämpfer verfolgen, blieb jedoch in ihren Aktionen in der zone sud bis November 1942 verhältnismäßig zurückhaltend. In dieser Phase waren im Wesentlichen die Nachrichtendienste von Marine und Waffenstillstandsarmee in der Bekämpfung der Résistance aktiv (was einige Angehörige des Heeresnachrichtendienstes jedoch nicht daran hinderte, sich heimlich der Résistance anzuschließen). Am 25. August 1942 wurde zweihundert deutschen Polizisten gestattet, mit falschen französischen Papieren und Funkmesswagen in die Südzone einzureisen, um dort Geheimsender aufzuspüren. Die polizeiliche Zusammenarbeit ging auch nach der Besetzung der Südzone durch deutsche Truppen im November 1942 weiter. Eine der letzten großen Operationen der französischen Polizei wurde die Razzia von Marseille vom 22. bis 24. Januar 1943.
Ab 1943 wurde der Kampf gegen die Résistance vollständig auf die Milice française unter Joseph Darnand übertragen, insbesondere der Kampf gegen die Maquis.

### Judendeportationen
Eine schwere Hypothek für das Regime stellt die teilweise freiwillige Bereitschaft dar, mit den deutschen Behörden bei Erfassung, Diskriminierung, Verhaftung und Deportation von Juden und anderen vom NS-Regime verfolgten ethnischen Minderheiten in die Vernichtungslager und der Beschlagnahme (Arisierung) ihres Besitzes mitzuwirken. So wurden zuerst im Oktober 1940 und dann im Juni 1941 „Statuts des juifs“ (Sondergesetze für Juden) eingeführt, noch bevor dies die deutschen Behörden überhaupt gefordert hatten. Das Tragen des „Judensterns“ wurde allerdings nur im besetzten Teil obligatorisch. Das Vichy-Régime protestierte jedoch nicht gegen die Einführung des „Gelben Sterns“ in der besetzten Zone und ließ seinerseits in Identitätspapieren den Stempel Juif anbringen.

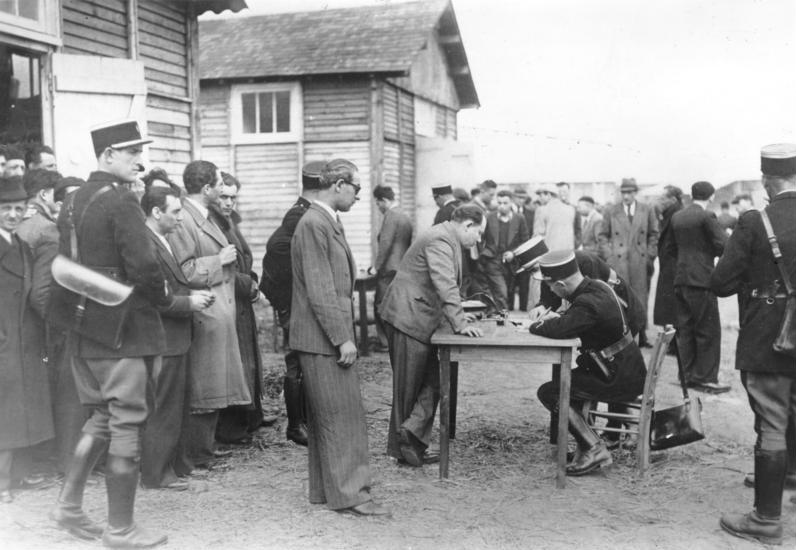
Französische Polizei überprüft angekommene Juden im Internierungslager Pithiviers

Die Deportationen, bei denen auch französische Behörden mitwirkten, wurden von dem im September 1940 eingerichteten Judenreferat in Paris unter Theodor Dannecker initiiert, der dem Reichssicherheitshauptamt (RSHA) der SS unterstand und mit Helmut Knochen, dem Leiter der Sicherheitspolizei (Sipo), sowie Carl Oberg, dem Höheren SS- und Polizeiführer, zusammenarbeitete. Im März 1941 ernannte die französische Regierung auf Betreiben der Deutschen einen „Generalkommissar für Judenfragen“ (commissaire géneral aux questions juives). Bis 1942 war dies Xavier Vallat. Er erhielt gesetzliche Vollmachten, in Judenfragen bei anderen Ministerien zu intervenieren und sogar Polizeikräfte einzusetzen. Die Deutschen waren mit Vallats Leitung bei der Judenverfolgung nicht zufrieden und sorgten für seine Ablösung ab 6. Mai 1942 durch Louis Darquier de Pellepoix.
Auf Grund der Oberg-Bousquet-Vereinbarungen vom Mai 1942 beteiligte sich die französische Polizei am 16. und 17. Juli 1942 an der Rafle du Vélodrome d’Hiver in Paris. Die festgenommenen Personen wurden auf verschiedene Lager verteilt, darunter das Sammellager Drancy. Am 26. August 1942 organisierte René Bousquet eine Razzia in der zone libre und die anschließende Deportation von 10.000 nichtfranzösischen Juden. Insgesamt wurden schließlich 130.000 ausländische und 70.000 französische Juden aus der Südzone über das Sammellager Drancy in die Vernichtungslager des von den Deutschen besetzten Osteuropas verbracht. Insgesamt wurden 76.000 französische Juden nach Auschwitz deportiert, 40 % davon wurden durch die französische Polizei verhaftet. Die Milice française war an der Verhaftung von 25.000 deportierten französischen Juden beteiligt.
Als die Abtransporte begannen, begründete dies die deutsche Militärverwaltung lediglich mit der Notwendigkeit der „Evakuierung der Juden nach dem Osten“, mit „Arbeitseinsatz“ und „Zwangsarbeit“. Ab dem siebten Transport im Juli 1942 wurde die Bestimmung, dass nur arbeitsfähige Männer deportiert werden sollten, aufgeweicht und später dann ganz fallen gelassen. Als dann auch alte Menschen, Frauen und (seit August 1942) selbst Kinder jedes Alters deportiert wurden, war klar, dass es nicht mehr allein um Arbeitseinsätze gehen konnte. An die Verabredung mit der Vichy-Regierung, keine französischen Juden zu deportieren, hielt sich die Besatzungsmacht immer weniger, ab Mitte 1943 gar nicht mehr. Zuletzt fahndete das Sonderkommando Alois Brunner auch im unbesetzten Süden Frankreichs nach den letzten versteckten Juden.

### Schnittstellen der Kollaboration
Die deutschen Behörden verfügten über drei Schnittstellen zu ihren französischen Mitarbeitern:
- Der Militärbefehlshaber für das besetzte Frankreich (MBF) mit seinem Stab aus Personal der Wehrmacht und zivilen Experten residierte im Pariser Hotel Majestic. Er war dem Oberkommando des Heeres (OKH) unterstellt und hatte neben militärischen und wirtschaftlichen zunächst auch sicherheitspolitische Aufgaben wahrzunehmen. Als Leiter der Abteilung Verwaltung war Werner Best dort bis 1942 der faktische „Über-Innenminister Frankreichs“.[43]
- Vorwiegend politische Fragen wurden vom Botschafter Otto Abetz behandelt, der dem deutschen Auswärtigen Amt und damit Außenminister Joachim von Ribbentrop unterstand. Er residierte im Palais Beauharnais. Zu seinen Mitarbeitern gehörte Ernst Achenbach (Leiter der politischen Abteilung),[44] SS-Brigadeführer Werner Gerlach (Leiter des Kulturreferats), Karl Epting (kulturelle Angelegenheiten),[45] der Jurist Friedrich Grimm und Botschaftsrat Friedrich Sieburg (ehemaliger Korrespondent der Frankfurter Zeitung), die bereits über Erfahrungen im Vorkriegs-Frankreich verfügten. „Judenreferent“ war Carltheo Zeitschel, SS-Sturmbannführer und Legationsrat, der einer der Motoren der „Endlösung in Frankreich“, also des Abtransports und der Ermordung der Juden, wurde.[46] In der Botschaft waren etwa 25 Personen mit den Judenfragen beschäftigt – auch Ernst Achenbach.[46]
- Der dritte Machtbereich auf deutscher Seite unterstand Heinrich Himmler: die Angehörigen der Ordnungs- und Sicherheitspolizeikräfte sowie des SD, die für die Sammlung von Nachrichten, für die Aufrechterhaltung von Ruhe und Ordnung in Zusammenarbeit mit den französischen Behörden sowie die Erfassung und Deportation von Juden und anderen unerwünschten ethnischen Gruppierungen zuständig waren.

Zwischen diesen drei deutschen Machtbereichen – insbesondere zwischen Botschaft und SS – kam es immer wieder zu Auseinandersetzungen, die durch mangelhafte Kompetenzabgrenzung gefördert wurde. Abetz und die Botschaft favorisierten Laval und den Gründer der Rassemblement national populaire (RNP), Marcel Déat, während die SS Jacques Doriot, den Chef der Parti populaire français (PPF), förderte. Gemeinsam war den deutschen Besatzungsbehörden, dass sie Pétains Ziel, einen Einparteienstaat nach deutschem oder italienischem Vorbild aufzubauen, skeptisch gegenüberstanden und bestrebt waren, die latenten parteipolitischen, religiösen, regionalen und sonstigen innerfranzösischen Gegensätze zu fördern, um die Bildung einer antideutschen Einheitsfront zu verhindern.

## Widerstand
Mit dem Abschluss des Waffenstillstandes 1940 kam es zu einer Spaltung in der öffentlichen Meinung. Ein Teil sympathisierte bereits frühzeitig mit dem Freien Frankreich unter de Gaulle. Der überwiegende Teil der Bevölkerung verhielt sich jedoch abwartend bzw. befürwortete eine französisch-deutsche Kollaboration. Zu diesen Befürwortern zählten auch die Mitglieder der verbotenen Kommunistischen Partei (PCF), deren Repräsentanten unter Führung von Jacques Duclos am 15. Juni 1940 kurz nach den deutschen Truppen aus Belgien kommend in Paris eintrafen. Am 27. Juni 1940 legten Maurice Tréand (verantwortlich für die Untergrundaktivitäten der PCF) und Maître Fossin (Anwalt der sowjetischen Botschaft) dem deutschen Botschafter Abetz ein Memorandum zur Kooperation vor:
1. Unterstützung aller Maßnahmen, um Frankreich aus dem Krieg herauszuhalten
2. Unterstützung der Kolonialvölker im Kampf um ihre Freiheit
3. Abschluss eines Freundschaftsvertrages Vichy-UdSSR[47]

Nach Rücksprache mit Hitler lehnte Abetz das Angebot ab, worauf Tréand und Fossin von Moskau fallengelassen wurden, obwohl Duclos ihre Unschuld betonte.
Die verunsicherten Kommunisten verhielten sich in der Folge weitgehend neutral. Der ernsthafte aktive Widerstand im Land begann mit Hitlers Krieg gegen die Sowjetunion. Die verschiedenen Widerstandsbewegungen der Résistance wurden am 27. Mai 1943 von Jean Moulin, einem Abgesandten de Gaulles, im „Conseil national de la Résistance“ zusammengefasst.

## Chronologie Frankreichs im Zweiten Weltkrieg

### 1939
- 31. März: Im Zuge einer Abkehr von der Appeasement-Politik garantieren Großbritannien und Frankreich in einer gemeinsamen Erklärung die Unabhängigkeit Polens gegenüber dem Deutschen Reich.
- 1. September: Überfall der deutschen Wehrmacht auf Polen ohne vorherige Kriegserklärung.
- 3. September: Nach Ablauf des Ultimatums, Polen unverzüglich zu räumen, erklären Großbritannien und Frankreich dem Deutschen Reich den Krieg. Zur militärischen Unterstützung des Verbündeten entsendet die britische Regierung ein Expeditionskorps (British Expeditionary Force) nach Frankreich.
- 9. – 21. September: In der begrenzten Saar-Offensive dringen französische Truppen auf deutsches Territorium ein, ziehen sich jedoch wieder in ihre Ausgangsstellungen an der Maginot-Linie zurück. Da sich die Wehrmacht ebenfalls militärisch passiv verhält, entwickelt sich an der Westfront der sogenannte Sitzkrieg.
- 26. September: Die französische Regierung verbietet die Parti communiste français.

### 1940
- 21. März: Da er dem demokratischen Finnland während des Winterkriegs gegen die Sowjetunion die in der Öffentlichkeit geforderte Unterstützung untersagt hatte, tritt Édouard Daladier als französischer Premierminister zurück. Daladier galt als Vertreter der Appeasement-Politik. Neuer Regierungschef wird der bisherige Finanzminister Paul Reynaud (AD). In der Abgeordnetenkammer hat die Regierungskoalition eine Mehrheit von einer Stimme.
- 9. April: Landung der deutschen Wehrmacht in den neutralen Staaten Dänemark und Norwegen (Unternehmen Weserübung).
- 14. – 19. April: Zur militärischen Unterstützung Norwegens landen umfangreiche alliierte Streitkräfte in Narvik (Schlacht um Narvik). Frankreich entsendet Teile der Fremdenlegion.
- 10. Mai: Ohne vorherige Kriegserklärung überfällt die Wehrmacht die neutralen Staaten Niederlande, Belgien und Luxemburg.
- 13. – 15. Mai: Unter Umgehung der Maginot-Linie durchqueren deutsche Panzerverbände die für unpassierbar gehaltenen Ardennen. In der Schlacht bei Sedan gelingt ihnen der unerwartete Frontdurchbruch und das Überschreiten der Maas. Anschließend brechen sie aus ihrem Brückenkopf in Richtung Ärmelkanal aus (Sichelschnittplan). Angesichts der militärischen Krise spricht Reynaud während eines Telefonats mit dem neuen britischen Premierminister Winston Churchill am 15. Mai davon, dass Frankreich die Schlacht verloren habe.[49]
- 18. Mai: Der unerwartet schnelle Vorstoß der Wehrmacht erschüttert das Vertrauen der französischen Bevölkerung in die Regierung. Um die Verteidigungsbereitschaft der Franzosen zu stärken, sieht sich Premierminister Reynaud zu einer Kabinettsumbildung gezwungen: Der populäre Marschall Philippe Pétain (Held von Verdun) wird von seinem Botschafterposten in Spanien abberufen und tritt als stellvertretender Premierminister in die Regierung ein. Georges Mandel wird neuer Innenminister, Reynaud selbst übernimmt das Verteidigungsministerium. Édouard Daladier wird Außenminister.
- 19. Mai: Paul Reynaud ersetzt den glücklosen Oberbefehlshaber Maurice Gamelin durch Général Maxime Weygand. Die große Anzahl ziviler Flüchtlinge behindert die Beweglichkeit der alliierten Streitkräfte erheblich.
- 20./21. Mai: Die deutschen Truppen stehen an der Schelde und erreichen bei Abbeville den Ärmelkanal. Durch den Vorstoß werden große Verbände des BEF und der französischen Armee in Nordfrankreich eingeschlossen und ziehen sich nach Dunkerque zurück. Der britische Oberbefehlshaber Lord Gort beginnt nach Weisung Churchills mit den Vorbereitungen zu einer Evakuierung.
- 26. Mai – 5. Juni: Schlacht von Dünkirchen. Aufgrund von Hitlers Haltebefehl gelingt es der Royal Navy, rund 370.000 alliierte Soldaten über den Ärmelkanal nach Großbritannien einzuschiffen (Operation Dynamo). Die Wehrmacht rückt am 4. Juni in der Stadt ein.
- 28. Mai: Kapitulation Belgiens.
- 5. Juni: Mit dem „Fall Rot“ tritt der Westfeldzug in die entscheidende, zweite Phase. Zum einen sollte der alliierte Südflügel entlang der Maginot-Linie bis zur Schweiz eingeschlossen werden, zum anderen sollte die Wehrmacht in Richtung Paris vorrücken. Die französische Armee hat mit den ihr verbliebenen Kräften, der Großteil verbleibt an der Maginot-Linie, mit der Weygand-Linie eine Auffangstellung südlich der Somme und der Aisne errichtet.
- 6. Juni: Premierminister Reynaud ernennt Charles de Gaulle zum Staatssekretär im Verteidigungsministerium. Reynaud entlässt Daladier  und übernimmt selbst das Außenministerium.
- 8. Juni: Aufgrund der Lage in Westeuropa ziehen die Alliierten ihre Streitkräfte aus dem norwegischen Narvik ab (Schlacht um Narvik). Norwegen kapituliert am 10. Juni.
- 9. Juni: Trotz erbittertem Widerstand hält die Weygand-Linie der deutschen Offensive nicht stand. Deutsche Verbände überschreiten die Seine.
- 10. Juni: Das faschistische Italien erklärt Frankreich und Großbritannien den Krieg, greift jedoch zunächst nicht in die Kampfhandlungen ein.
  - Die französische Regierung verlässt Paris und flieht vor der nahenden Wehrmacht zunächst nach Tours.
- 11. Juni: Général Weygand appelliert an die Regierung, der Vernichtung der französischen Armee ein Ende zu setzen und das Deutsche Reich um Bekanntgabe von Waffenstillstandsbedingungen zu ersuchen. Im Kabinett bilden sich zwei Lager: Reynaud, Mandel und de Gaulle wollen den Widerstand um jeden Preis fortsetzen, notfalls von Französisch-Nordafrika aus. Marschall Pétain schließt sich Weygand an und fordert Verhandlungen über einen Waffenstillstand.
- 13. Juni: Winston Churchill fordert von Frankreich harten Widerstand, verweigert ihm jedoch den Einsatz der Royal Air Force. Die Luftstreitkräfte müssten Großbritannien gegen eine erwartete deutsche Invasion schützen.
- 14. Juni: Die Wehrmacht besetzt das zur offenen Stadt erklärte Paris.
  - Die französischen Verfassungsorgane erreichen Bordeaux. Paul Reynaud möchte, dass die Armee kapituliert, während die Regierung den Widerstand aus den Kolonien heraus fortsetzen solle.
- 16. Juni: Da das französische Kabinett eine von Churchill angebotene britisch-französische Staatenunion und die Fortsetzung militärischen Widerstands gegen die Achsenmächte mehrheitlich ablehnt, tritt Premierminister Reynaud zurück. Staatspräsident Albert Lebrun ernennt Marschall Pétain daraufhin zum neuen Regierungschef. Dieser hält weiteren Widerstand für aussichtslos und beauftragt den neuen Außenminister Paul Baudouin damit, das Deutsche Reich über Spanien um Waffenstillstand zu bitten.
- 17. Juni: Pétain verkündet im Radio das Ersuchen um Waffenstillstandsverhandlungen. Vielerorts stellen die französischen Streitkräfte den Widerstand ein und gehen in Kriegsgefangenschaft.
- 18. Juni: In einer wiederholt gesendeten Radioansprache ruft der nach London geflohene Charles de Gaulle die Franzosen zur Fortsetzung des Krieges gegen die Achsenmächte an der Seite Großbritanniens auf (Appell vom 18. Juni). Der Aufruf wird im nicht besetzen Teil Frankreichs plakatiert.
- 20. Juni: Frankreich muss die Stationierung japanischer Truppen in Französisch-Indochina billigen.
- 22. Juni: Abschluss des deutsch-französischen Waffenstillstands in Compiègne zwischen Deutschland und Pétains État français. Der Vertrag teilt u. a. Frankreich in einen unter deutscher Militärverwaltung stehenden Nord- und Westteil sowie eine unbesetzte Südzone (rund 40 Prozent des Territoriums). Frankreich darf lediglich eine Streitmacht von 100.000 Mann unterhalten, der Status der Kolonien bleibt unangetastet. Der Waffenstillstand tritt am 25. Juni offiziell in Kraft.
- 1. Juli: Nationalversammlung und Regierung siedeln von Bordeaux nach Vichy über, das in der unbesetzten Zone liegt. Der Kurort Vichy wird De-facto die neue Hauptstadt Frankreichs.
- 3. Juli: Um eine mögliche Auslieferung an das Deutsche Reich zu verhindern, beschießt die Royal Navy den französischen Flottenverband in Mers-el-Kébir (Operation Catapult). Bei dem Angriff verlieren 1.200 Franzosen ihr Leben, weshalb Pétain die diplomatischen Beziehungen zu Großbritannien abbricht. Der Kontakt wird jedoch über die US-Botschaften weiterhin aufrechterhalten. Am 8. Juli wird das Schlachtschiff Richelieu im Hafen von Dakar durch britische Flieger torpediert.
- 10. Juli: Unter dem Eindruck der katastrophalen militärischen Niederlage ermächtigt die Nationalversammlung auf Betreiben Pierre Lavals mit 569 zu 80 Stimmen Pétain zur Ausarbeitung einer die Rechte von Arbeit, Familie und Vaterland garantierenden Verfassung für den État français. Das ist das faktische Ende der Dritten Republik und der Beginn des État français. Staatspräsident Lebrun legt sein Amt nieder.
- 11. Juli: Mit der Verkündung der ersten Verfassungsakte erklärt sich Pétain zum Chef de l’État (Staatschef) mit nahezu absoluten Vollmachten gegenüber Exekutive, Legislative und Judikative.
- 12. Juli: Mit Pierre Laval ernennt Marschall Pétain einen entschiedenen Befürworter enger Beziehungen zum Deutschen Reich zu seinem Stellvertreter. Einen Premierminister gibt es zunächst nicht.
- 30. Juli: Pétain gründet per Dekret einen 'Cour suprême de justice'.[50] Vor diesem Gerichtshof sollte der Prozess von Riom gegen Léon Blum, Édouard Daladier, Paul Reynaud, Georges Mandel, Maurice Gamelin, Guy La Chambre und Robert Jacomet stattfinden.
- 28./30. August: Die beiden Kolonien Französisch-Äquatorialafrika und Cameroun schließen sich de Gaulles FFL an.
- 24. September: Ein alliierter Landungsversuch bei Dakar (Französisch-Westafrika) unter Teilnahme frei-französischer Einheiten scheitert am Widerstand der Vichy-Truppen (Gefecht von Dakar).
- 24./25. September: Bombardierung von Gibraltar durch Flugzeuge des Vichy-Regimes (Gibraltar)
- 3. Oktober: Das Vichy-Regime verabschiedet das erste Judenstatut (Lois sur le statut des Juifs). Jüdische Franzosen werden von öffentlichen Ämtern, aus der Armee, dem Unterricht und den Medien ausgeschlossen. Weitere Anti-jüdische Maßnahmen folgen (→vgl. Hauptartikel Chronologie der Kollaboration der Vichy-Regierung beim Holocaust).
- 24. Oktober: Bei einem Treffen mit Adolf Hitler in Montoire lehnt Pétain den Vorschlag zur Beteiligung Frankreichs am Krieg gegen Großbritannien ab.
- 30. Oktober: In einer Radioansprache erklärt Pétain, dass Frankreich durch eine Zusammenarbeit (Kollaboration) mit dem Deutschen Reich an der Neuordnung Europas teilnehmen müsse (→vgl. Hauptartikel Kollaboration in Frankreich).
- 13. Dezember: Nach anhaltenden Spannungen wird Pierre Laval von Pétain seines Amtes enthoben und unter Hausarrest gestellt. Laval hatte eine weitreichendere Annäherung und noch mehr Kollaboration mit dem Deutschen Reich gefordert.

### 1941
- 2. Februar: Marcel Déat gründet mit dem Rassemblement national populaire (RNP) eine rechtsextreme Partei. Die RNP vertritt eine faschistisch-rassistische Ideologie und fordert eine enge Kollaboration mit den Deutschen.
- 11. Februar: Pétain ernennt Admiral François Darlan zum stellvertretenden Regierungschef.
- Februar/März: Kürzung der Lebensmittelrationen in der Südzone. Zur Beseitigung der Lebensmittelknappheit bittet Marschall Pétain die Vereinigten Staaten um Getreidelieferungen.
- 6. Mai: Admiral Darlan stellt der deutschen Luftwaffe Stützpunkte in Syrien zur Verfügung, um von dort aus Angriffe gegen die Briten im Irak zu fliegen.
- 8. Juni – 14. Juli: Einmarsch britischer und frei-französischer Truppen im französischen Mandatsgebiet Syrien. Nach heftigen Gefechten mit den Vichy-Truppen wird am 11. Juli ein Waffenstillstand unterzeichnet, welcher der FFL die Kontrolle über Syrien und den Libanon überträgt (Syrisch-Libanesischer Feldzug). Im Oktober proklamiert General Georges Catroux die Unabhängigkeit der Syrischen Republik.
- 8. Juli: Auf Anregung führender Förderer der Kollaboration wie Jacques Doriot, Marcel Déat und Marcel Bucard wird eine antikommunistische Freiwilligen-Einheit aufgestellt. Diese Légion des volontaires français contre le bolchévisme (LVF) wird von der deutschen Waffen-SS ausgebildet und an der Ostfront vorwiegend zur Partisanenbekämpfung eingesetzt. Dem Verband treten 12.000 Mann bei, Eugène Deloncle übernimmt den Vorsitz des Exekutivkomitees des LVF. Die Vichy-Regierung steht der Aufstellung der Einheit zurückhaltend gegenüber.
- Oktober: Pétain lässt ehemalige Politiker der Dritten Republik verhaften (u. a. Édouard Daladier, Léon Blum) und wegen des Verdachts, maßgeblich an der Niederlage Frankreichs beteiligt gewesen zu sein, vor Gericht stellen. Später wird der Prozess wegen Unpopularität vorläufig eingestellt (Prozess von Riom).

### 1942
- 1. Januar: Pétain bittet das Deutsche Reich um Erleichterung der Lebensbedingungen in Frankreich. Aufgrund anhaltender deutscher Repressalien sowie der unbefriedigenden Situation der Kriegsgefangenen und Zwangsarbeiter verliert das Regime zunehmend an Rückhalt in der Bevölkerung.
- 17. April: Auf deutschen Druck ersetzt Pétain Premierminister Darlan durch Pierre Laval. Laval organisiert sowohl die Deportation von Juden als auch die verstärkte Gestellung französischer Zwangsarbeiter.
- 16./17. Juli: In einer Massenfestnahme verhaftet die Pariser Polizei 13.152 Juden (Rafle du Vélodrome d’Hiver). Die Festgenommenen werden den deutschen Besatzungsbehörden übergeben und in die Vernichtungslager deportiert.
- September: Britische Truppen besetzen die französische Kolonie Madagaskar (Operation Ironclad). Damit soll verhindert werden, dass die Japaner von Madagaskar aus den Handel im Indischen Ozean stören und ihren U-Boot-Radius erweitern.
- 7./8. November: Landung alliierter Truppen in Französisch-Nordafrika (Operation Torch). Der Widerstand der Vichy-Truppen bricht nach kurzen Gefechten zusammen und der Oberbefehlshaber Admiral Darlan muss in Algier kapitulieren. Er wird daraufhin von Pétain seines Amtes enthoben (→vgl. Hauptartikel Französisch-Nordafrika im Zweiten Weltkrieg).
- 11. November: Als Reaktion auf die Landung der Alliierten in Nordafrika besetzen deutsche und italienische Truppen die Südzone Frankreichs (Unternehmen Anton). Im Militärhafen Toulon versenkt sich daraufhin die französische Kriegsflotte selbst. Das Vichy-Regime protestiert lediglich gegen den deutschen Einmarsch in den Süden und sinkt auf die Stufe einer Marionettenregierung herab.
- 12. November: Mit Unterstützung der USA proklamiert sich Darlan zum „Hochkommissar von Frankreich in Afrika.“ Seine Legitimation leitet er von seiner Eigenschaft als verfassungsmäßiger Stellvertreter Pétains ab, der durch die Deutschen an der Führung der Staatsgeschäfte gehindert sei.
- 24. Dezember: Nach der Ermordung Darlans wird General Henri Giraud sein Nachfolger.

### 1943
- 30. Januar: Gründung der Milice française. Diese paramilitärische Einheit untersteht dem rechtsradikalen Politiker Joseph Darnand und entwickelt sich in der Folge von einer Organisation der Vichy-Regierung zur eigenständigen Kollaborationskraft, die eng mit den deutschen Besatzungsbehörden zusammenarbeitet. Die Milice verfolgt während der Besatzungszeit politische Gegner im Inneren und unterstützt die Judendeportationen.
- Februar: Gründung des Service du travail obligatoire. Die Organisation soll französische Arbeitskräfte ausheben und sie der deutschen Kriegswirtschaft zuführen.
- April: Offizieller Protest Pétains wegen alliierter Luftangriffe auf französische Städte und Rüstungsanlagen.
- 15. Mai: Jean Moulin gründet mit dem Conseil national de la Résistance (CNR) einen Dachverband der wichtigsten Fraktionen der Widerstandsbewegung.
- 3. Juni: Bildung des Französischen Nationalkomitees (CFLN) unter de Gaulle und Giraud, das den Status einer Exilregierung erhält.
- 20. September: Frei-Französische Einheiten landen auf Korsika und vertreiben bis Oktober die italienischen Truppen von der Insel. Der Beginn der Befreiung des französischen Mutterlands (La Libération).

### 1944
- 3. Juni: De Gaulle setzt sich im internen Machtkampf gegen Giraud durch und gründet in Algier eine Provisorische Regierung.
- 6. Juni: Landung alliierter Truppen in der Normandie (Operation Overlord).
- 10. Juni: Massaker von Oradour.
- 15. August Landung alliierter Truppen an der Côte d’Azur (Operation Dragoon).
- 17. August: Da Hitler die weitere Zuverlässigkeit des Vichy-Regimes anzweifelt, lässt er die Regierung nach Belfort bringen.
- 25. August: Nach der Befreiung von Paris trifft General de Gaulle in der befreiten Hauptstadt ein und verkündet im Namen der Provisorischen Regierung die Wiederherstellung der Republik.
- 7. September: Per Führerbefehl wird die Vichy-Regierung ins hohenzollerische Sigmaringen verbracht. Von Oktober 1944 bis zum 21. April 1945 ist Sigmaringen Regierungssitz und provisorische „Hauptstadt des besetzten Frankreich“. Untergebracht sind im Hohenzollernschloss auch die Botschaften des Deutschen Reichs, Japans und Italiens beim Vichy-Regime. Neben den 6000 Einwohnern befinden sich nun 500 Milizionäre, 700 französische Soldaten sowie mehrere tausend Flüchtlinge in der Stadt. Marschall Pétain, der gezwungen worden war, Frankreich zu verlassen, verweigert sein Mitwirken an der Exilregierung, der nun auch faschistische Politiker wie Fernand de Brinon und Jacques Doriot angehören.

### 1945
- April: Pétain kehrt kurz vor Kriegsende nach Frankreich zurück und stellt sich den Behörden, Laval flieht nach Spanien.
- Juli/August: Hochrangige Mitglieder des Vichy-Regimes werden wegen des Verdachts des Hochverrats und Kollaboration mit dem Feind vor Kriegsgerichte gestellt.
- 15. August: Pétain wird zum Tode verurteilt. De Gaulle wandelt das Urteil in eine lebenslange Haftstrafe um.
- 15. Oktober: Der nach Frankreich ausgelieferte Laval wird in Fresnes hingerichtet.

## Seit 1945
Pétain und Laval wurden 1945 beide von einem französischen Gericht zum Tode verurteilt, wobei Pétains Strafe später durch General de Gaulle in lebenslange Haft umgewandelt wurde. Dem zum Tode verurteilten Laval, dem die Einnahme von Zyankali gelungen war, wurde der Magen ausgepumpt, bevor er vor ein Exekutionskommando gestellt wurde.

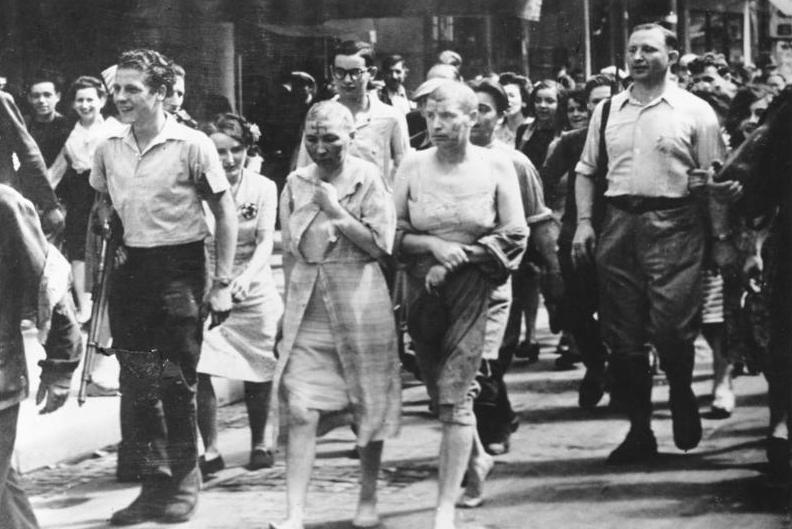
Der Kollaboration beschuldigte Französinnen in Paris (Sommer 1944)

Nach der Befreiung fand von Anhängern der Résistance und anderen Personen eine Jagd auf vermeintliche und tatsächliche Kollaborateure und Anhänger des Vichy-Regimes statt, die als Épuration (= „Säuberung“) bezeichnet wurde. Schätzungen gehen von bis zu 9.000 Tötungen während der „wilden Épuration“ und 6.763 Todesurteilen durch die Commission d’Épuration aus, wovon 767 Todesurteile vollstreckt wurden (weniger als beispielsweise in Belgien). Die Zahl der französischen Frauen, die wegen tatsächlicher oder vermeintlicher sexueller Beziehungen zu Besatzungssoldaten kahlgeschoren und nackt auf öffentlichen Plätzen „an den Pranger gestellt“ wurden, war erheblich höher. Diese von Kommunisten und Gaullisten getrennt organisierten Säuberungen sollten eine nationale Katharsis bewirken und die Spaltung der Nachkriegsgesellschaft überwinden, erreichten jedoch vielfach das Gegenteil. Die offenen Wunden wurden durch den politischen Mythos vom glorreichen Frankreich zugedeckt, der insbesondere von de Gaulle gepflegt wurde. Unter dieser Decke schien die Nation geeint, wozu auch das Konstrukt beitrug, der État français habe keinen französischen Rechtscharakter gehabt, sei also genaugenommen eine Besatzungsbehörde gewesen (diese Ansicht vertrat die französische Politik bis Mitte der 1990er-Jahre). Den Anhängern des Vichy-Regimes wurde die Akzeptanz dieses Konstrukts durch Amnestien erleichtert.
Eine Mitverantwortung von Franzosen an Deportationen und Völkermord wurde erst 1995 durch eine Erklärung von Staatspräsident Jacques Chirac eingeräumt, wenn auch nur für Angehörige der Milice française und der Gendarmerie. Auf Basis dieses Eingeständnisses verurteilte das Oberste Verwaltungsgericht (Conseil d’État) den Staat am 12. April 2002 dazu, die Hälfte der Strafe zu zahlen, die der an Kriegsverbrechen für schuldig befundene Maurice Papon für seine Tätigkeit in der Präfektur Bordeaux zu leisten hatte. Das Geld sollen Deportationsopfer erhalten. Damit ist eine Mitverantwortung des französischen Staates für Kriegsverbrechen seiner Bürger nun auch rechtlich fixiert. Ebenso muss der Staat zwei Drittel jener Strafe tragen, die der Eisenbahngesellschaft SNCF im Juni 2006 wegen Beteiligung an den Deportationen auferlegt wurde.
1997 wurde auf Initiative Chiracs eine Untersuchungskommission zur Ausplünderung der französischen Juden (Mission d’étude sur la spoliation des Juifs en France) unter Jean Mattéoli eingerichtet, die 2000 einen mehrere Bände umfassenden Bericht vorlegte.
Das Kabinett Jospin gab am 2. Oktober 1997 Archivbestände aus dem Zweiten Weltkrieg frei. Das Gesetz vom 12. April 2000 betreffend die Rechte des Bürgers gegenüber der Verwaltung weitete das Recht auf Zugang zu staatlichem Schriftgut weiter aus.
Am 1. Juli 2020 kündigte der Bürgermeister von Vichy Frédéric Aguilera (LR) in einer Stellungnahme an, dass ein „umfangreicher Museumsraum mit einem Forschungszentrum“ zur Stadtgeschichte geschaffen werden soll, wobei für die Besatzungszeit ein „maßgeblicher Platz“ vorgesehen ist. Den bisherigen Umgang Frankreichs mit der Geschichte des Vichy-Regimes kritisiert er als „Gleichgültigkeit“ und „Verachtung“ gegenüber Vichys Bevölkerung. Für diese Initiative einer verantwortungsvollen Erinnerungskultur bittet Aguilera um die Unterstützung des französischen Staates, denn er sieht es als wichtig an für Frankreich „sich mit seiner Geschichte auseinanderzusetzen und seiner Erinnerungsaufgabe an die Zeit von 1940 bis 1945 nachzukommen.“

## Mit dem Vichy-Regime verbundene Personen
- Jean Borotra
- Robert Brasillach
- Fernand de Brinon
- Marcel Bucard
- Joseph Canteloube
- Alexis Carrel
- Louis-Ferdinand Céline
- Alfred Cortot
- François Darlan
- Joseph Darnand
- Marcel Déat
- Eugène Deloncle
- Jacques Doriot
- Bernard Faÿ
- Pierre-Étienne Flandin (kurzzeitig von Dezember 1940 bis Februar 1941 Nachfolger Pierre Lavals als Ministerpräsident)
- Henri Frenay (anfangs Abwehrchef Pétains, später aktiver Kopf der Résistance-Gruppe Combat)
- Jean Giraudoux (Informationsminister; arbeitete mit der Résistance zusammen; 1944 getötet, vielleicht durch die Gestapo)
- Philippe Henriot
- Gabriel Jeantet
- Pierre Laval
- François Lehideux
- François Mitterrand (In der Verwaltung aktiv; lieferte Informationen an De Gaulles Exilregierung)
- Maurice Papon
- Philippe Pétain
- Eugène Schueller
- Paul Touvier
- Jean Védrine
- Maxime Weygand

### Sachbücher
- Eberhard Jäckel: Frankreich in Hitlers Europa: die deutsche Frankreichpolitik im 2. Weltkrieg. Stuttgart 1966.
- Hans Umbreit: Der Militärbefehlshaber in Frankreich 1940–1944. Boldt, Boppard/Rh. 1968.
- Henri Amouroux: La grande histoire des Français sous l’occupation. S. 1978 ff. (Gesamtwerk, in 10 einzeln erhältlichen Bänden), Paris 1975 bis 1993, auch eine TB-Ausgabe, deutsch in Auszügen: Der Spiegel, Serie, Nr. 20/1990 bis 23/1990.
- Serge Klarsfeld, Ahlrich Meyer (Übers.): Vichy – Auschwitz: die Zusammenarbeit der deutschen und französischen Behörden bei der Endlösung der Judenfrage in Frankreich. Greno, Nördlingen 1989, ISBN 3-89190-958-6. (u.d.T. Vichy – Auschwitz. Die „Endlösung der Judenfrage“ in Frankreich (= Veröffentlichungen der Forschungsstelle Ludwigsburg der Universität Stuttgart. Band 10). WBG, Darmstadt 2007, ISBN 978-3-534-20793-0. korrigierte und in der umfangreichen Literaturliste und im Register aktualisierte Ausgabe) (Standardwerk)
- Claude Carlier, Stefan Martens (Hrsg.): La France et l’Allemagne en Guerre (Septembre 1939 – Novembre 1942) / Deutschland und Frankreich im Krieg (September 1939–November 1942). Paris 1990.
- Gerhard Hirschfeld, Patrick Marsh (Hrsg.): Kollaboration in Frankreich, Politik, Wirtschaft und Kultur während der nationalsozialistischen Besatzung 1940–1944. S. Fischer, Frankfurt am Main 1991, ISBN 3-10-030407-1.
- Bernd Kasten: „Gute Franzosen“. Die französische Polizei und die deutsche Besatzungsmacht im besetzten Frankreich 1940–1944 (= Kieler historische Studien. Band 37). Diss. Thorbecke, Sigmaringen 1993, ISBN 3-7995-5937-X.
- Eckard Michels: Das Deutsche Institut in Paris 1940–1944. Ein Beitrag zu den deutsch-französischen Kulturbeziehungen und zur auswärtigen Kulturpolitik des Dritten Reiches (= Studien zur modernen Geschichte 46). Steiner, Stuttgart 1993, ISBN 3-515-06381-1 (siehe Deutsches Institut).
- Bernd Zielinski: Staatskollaboration. Vichy und der Arbeitskräfteeinsatz im „Dritten Reich“. Verlag Westfälisches Dampfboot, Münster 1995, ISBN 3-929586-43-6.
- Wolfgang Drost u. a. (Hrsg.): Paris sous l’Occupation. Paris unter deutscher Besatzung. Vorträge des 3. Kolloquiums der Universitäten Orléans und Siegen. Winter, Heidelberg 1995, ISBN 3-8253-0246-6 (Schwerpunkt: Geistesgeschichte).
- Richard H. Weisberg: Vichy Law and the Holocaust in France. New York; New York Univ. Pr., 1998 (auch in französischer Übersetzung, 1998)
- Jürg Altwegg: Die langen Schatten von Vichy. Frankreich, Deutschland und die Rückkehr des Verdrängten. Hanser, München 1998, ISBN 3-446-19474-6.
- Wolfgang Geiger: L’image de la France dans l’Allemagne nazie 1933–1945. Presses universitaires de Rennes, Rennes 1999, ISBN 2-86847-374-1 (Rezension: hsozkult.geschichte.hu-berlin.de).
- Rita Thalmann: Gleichschaltung in Frankreich: 1940–1944. aus dem Französischen von Eva Groepler. Europäische Verlagsanstalt, Hamburg 1999, ISBN 3-434-50062-6. (OT: La mise au pas)
- Regina M. Delacor: Attentate und Repressionen. Ausgewählte Dokumente zur zyklischen Eskalation des NS-Terrors im besetzten Frankreich 1941/42. (= Instrumenta. Band 4). Thorbecke, Stuttgart 2000, ISBN 3-7995-7268-6.
- Marc Olivier Baruch: Das Vichy-Regime: Frankreich 1940–1944. Aus dem Franz. übers. von Birgit Martens-Schöne. Für die dt. Ausg. bearb. von Stefan Martens. Reclams Universalbibliothek, Stuttgart 2000, ISBN 3-15-017021-4.
- Christian Eggers: Die Lager des Vichy-Regimes. Die Internierung jüdischer Flüchtlinge in Frankreich 1940–1944. Campus, Frankfurt 2000, ISBN 3-593-36628-2.
- Ahlrich Meyer: Die deutsche Besatzung in Frankreich 1940–1944. Widerstandsbekämpfung und Judenverfolgung. Wissenschaftliche Buchgesellschaft, Darmstadt 2000, ISBN 3-534-14966-1 (Franz.: L’occupation allemande en France, aus dem Dt.: Pascale Hervieux. Edition Privat, Toulouse 2002, ISBN 2-7089-5693-0).
- Stefan Martens, Maurice Vaïsse (Hrsg.): Frankreich und Deutschland im Krieg (November 1942 – Herbst 1944). Okkupation, Kollaboration, Résistance. Akten des deutsch-französischen Kolloquiums. La France et l’Allemagne en Guerre (novembre 1942 – automne 1944). Occupation, Collaboration, Résistance. Deutsches Historisches Institut Paris und Centre d’Études d’Histoire de la Défense, Vincennes in Zusammenarbeit mit dem Institut für Zeitgeschichte, München und dem Institut d’Histoire du Temps Présent (Tagung: Paris-Cachan, 22./23. März 1999). Bouvier, Bonn 2000 online auf perspectivia.net.
- Jacques Cantier: L’Algérie sous le régime de Vichy. Odile Jacob, Paris 2002, ISBN 2-7381-1057-6.
- Jean-Marc Dreyfus: Eine nie verheilende narzisstische Wunde? Die Kollaboration im französischen Gedächtnis. In: Fritz-Bauer-Institut (Hrsg.): Grenzenlose Vorurteile. Jahrbuch 2002 zur Geschichte und Wirkung des Holocaust. Campus, Frankfurt 2002, ISBN 3-593-37019-0, S. 167–188.
- Insa Meinen: Wehrmacht und Prostitution im besetzten Frankreich. Temmen, Bremen 2002, ISBN 3-86108-789-8. (Wehrmacht et prostitution sous l’Occupation (1940–1945). Payot, Paris 2006, ISBN 2-228-90074-5).
- Michael Curtis: Verdict on Vichy. Power and prejudice in the Vichy France regime. Arcade, New York 2003, ISBN 1-55970-689-9.
- Bernhard Brunner: Der Frankreich-Komplex. Die nationalsozialistischen Verbrechen in Frankreich und die Justiz der Bundesrepublik Deutschland. (= Moderne Zeit. Band 6). Wallstein, Göttingen 2004, ISBN 3-89244-693-8 (Rezension; als TB 2007).
- Claudia Moisel: Frankreich und die deutschen Kriegsverbrecher. Die strafrechtliche Verfolgung der deutschen Kriegs- und NS-Verbrechen nach 1945. Wallstein, Göttingen 2004, ISBN 3-89244-749-7 (Rezension (englisch)).
- Albrecht Betz, Stefan Martens: Les intellectuels et l’Occupation, 1940–1944: Collaborer, partir, résister. Autrement (Coll. „Mémoires“), Paris 2004, ISBN 2-7467-0540-0 (Rezension in: Dokumente. Heft 2/2005, S. 97 von Dieter Tiemann).
- Ahlrich Meyer: Täter im Verhör. Die „Endlösung der Judenfrage“ in Frankreich 1940–1944. WBG, Darmstadt 2005, ISBN 3-534-17564-6 (Rezension von Rudolf Walther in Die Zeit. 2005–2050; bei Weblinks, Tagung Dez. 2006).
- Philippe Burrin: Vichy. Die Anti-Republik. In: Pierre Nora (Hrsg.): Erinnerungsorte Frankreichs. Aus dem Französischen von Michael Bayer, Enrico Heinemann, Elsbeth Ranke, Ursel Schäfer, Hans Thill und Reinhard Tiffert, Beck, München 2005, ISBN 3-406-52207-6.
- Laurent Douzou: La Résistance française. Une histoire périlleuse. Éd. du Seuil, Paris 2005. (erster Überblick über die Betrachtung des Vichy-Regimes und des Widerstands in der gesamten Nachkriegszeit).
- Richard Vinen: The Unfree French: Life under Occupation. London : Penguin, 2006.
- Alain Chatriot, Dieter Gosewinkel (Hrsg.): Figurationen des Staates in Deutschland und Frankreich. 1870–1945 = Les figures de l’État en Allemagne et en France (= Pariser historische Studien. Band 72). Oldenbourg, München 2006, ISBN 3-486-57671-2 (einige Aufsätze in Dt., andere in Franz.) darin: Die „gelenkte Wirtschaft“ in Frankreich 1940–1944. Als Digitalisat lesbar: hier
- Peter Lieb: Konventioneller Krieg oder NS-Weltanschauungskrieg? Kriegführung und Partisanenbekämpfung in Frankreich 1943/44. (= Quellen und Darstellungen zur Zeitgeschichte. Band 69). Oldenbourg, München 2006, ISBN 3-486-57992-4 (zugl. Diss. Univ. München, 2005).
- Lorent Joly: Vichy dans la solution finale. Histoire du Commissariat Général aux Questions Juives 1941–1944. Grasset, Paris 2006, ISBN 2-9519438-5-7 (Kurzbespr. in Mittelweg 36, Hrsg. Hamburger Edition, Jg. 15, H. 6, Dez. 2006, S. 44, im Schwerpunkt „Franz. Literatur zu Genozid und Massenverbrechen“).
- Martin Jungius: Der verwaltete Raub. Die „Arisierung“ der Wirtschaft in Frankreich 1940–1944. Thorbecke, Ostfildern 2008, Beiheft der Francia Nr. 67, Hrsg. Deutsches Historisches Institut Paris.
- Henry Rousso: Vichy. Frankreich unter deutscher Besatzung 1940–1944. Beck, München 2009, ISBN 978-3-406-58454-1 (zuerst Le régime de Vichy. PUF, Paris 2007).
- Henry Rousso: Frankreich und die »dunklen Jahre«. Das Regime von Vichy in Geschichte und Gegenwart. Wallstein, Göttingen 2010, ISBN 978-3-8353-0756-8.
- Michael Mayer: Staaten als Täter. Ministerialbürokratie und „Judenpolitik“ in NS-Deutschland und Vichy-Frankreich. Ein Vergleich (= Studien zur Zeitgeschichte. Band 80). Vorwort von Horst Möller und Georges-Henri Soutou. Oldenbourg, München 2010, ISBN 978-3-486-58945-0 (zugl. Diss. München 2007) (Volltext online verfügbar).
- Annie Lacroix–Riz: De Munich à Vichy: L’assassinat de la Troisième République (1938–1940). Paris, Armand Colin, 2008, 408 S. ISBN 978-2-200-35111-3
- Jan Wiegandt, Kolja Naumann: Vichy vor dem französischen Staatsrat. Staatshaftungsrecht als Mittel der Vergangenheitsbewältigung? In: Europäische Grundrechte-Zeitschrift. (EuGRZ) 2010, ISSN 0341-9800, S. 156–167.
- Caroline Moorehead: Village of secrets. Defying the Nazis in Vichy France. Vintage, London 2015, ISBN 0-09-955464-X; Chattoo & Windus, London 2014, ISBN 978-0-06-220247-5 (2015-ed. online einsehbar; zahlreiche Literaturangaben).

### Belletristik, Zeitgenössisches
Übergreifend
- Karl Kohut (Hrsg.): Literatur der Résistance und Kollaboration in Frankreich (= Schwerpunkte Romanistik. Band 18–20), ISSN 0170-6284
  - Geschichte und Wirkung. 1: 1930–1939. Narr, Tübingen 1982, ISBN 3-87808-908-2; Athenaion, Wiesbaden 1982, ISBN 3-7997-0725-5.
  - Geschichte und Wirkung. 2: 1940–1950. Narr, 1982, ISBN 3-87808-909-0; Athenaion, ISBN 3-7997-0802-2.
  - Texte und Interpretationen. Narr 1984, ISBN 3-87808-910-4 (laut DNB: ISBN 3-7997-0803-0). (Online in Auszügen lesbar, z. B. Google Buchsuche, enthält das Namens-Register und die gesamte Literatur zu allen drei Bänden, mit 1517 Titel online bzw. 1676 im Print.)
- Helga Bories-Sawala u. a.: La France occupée et la Résistance. Textausgabe (= Einfach Französisch, Textausgaben). Schöningh, Paderborn 2008, ISBN 978-3-14-046262-4 (frz., z. T. deutsch). (Für den Unterricht in der Sekundarstufe 2. Auch für sonstige erste Unterrichtung geeignet, sehr viele Abb. & Original-Dokumente, Karten. Zusätzliche Audio-CD, ISBN 978-3-14-062412-1. Ferner zusätzlich verlegt: Lehrerhandbuch; Unterrichtsmodell.)
- Mirjam Schmid: Darstellbarkeit der Shoah in Roman und Film. (= Kulturgeschichtliche Reihe. Band 12). Sonnenberg, Annweiler 2012, ISBN 978-3-933264-70-1.[58]

Autoren
- Didier Daeninckx: La mort n’oublie personne. Denoe, Paris 1989, ISBN 2-207-23539-4. (nur in Frz.) Als Film: Regie Laurent Heynemann; Erstauff. 5. Mai 2009 La mort n’oublie personne bei IMDb
- Romain Gary: Der Tanz des Dschingis Cohn. Piper Verlag, München 1969, wieder dtv, 1970 u. ö. (zur Kürzung gegenüber dem Original siehe Bezugsartikel Gary).
  - Romain Gary: Les cerfs-volants; dt. Gedächtnis mit Flügeln. 1989. (Die Besatzung mit den Augen eines Jugendlichen, die Gratwanderung zwischen Kollaboration und Résistance, Gemeinsamkeiten zwischen Ost- (Polen) und West-Europa unter den Deutschen.)
- Leslie Kaplan: Fever. 2005 (dt. 2006, TB 2008).
- Jonathan Littell: Les Bienveillantes. 2006. (deutsch, Berlin 2008, ISBN 978-3-8270-0738-4)
- Louis Malle, Patrick Modiano: Lacombe Lucien. Drehbuch (auch als Film, DVD). Gallimard, Paris 1974, ISBN 2-07-028989-3 u. ö.
  - Louis Malle: Au revoir, les enfants. Scenario. Reclam, Ditzingen 1993, ISBN 3-15-009290-6; Drehbuch: Klett, Stuttgart 2006, ISBN 3-12-597262-0 (im Bezugsart. weitere Lit.)
- Patrick Modiano: Dora Bruder (sowie weitere Werke, siehe Bezugsartikel). (Was man seine „Trilogie der Occupation“ nennen könnte; enthält Place d’étoile sowie La ronde de nuit und Les boulevards de ceintures, diese beiden auf Deutsch in der Pariser Trilogie zu lesen.)
  - (Zu: La ronde de nuit:) Brigitta Coenen-Mennemeier: Analysen und Dokumente zur Literatur der Résistance und Kollaboration in Frankreich. Diesterweg, Frankfurt 1988, ISBN 3-425-04875-9 (Reihe: D.s neusprachliche Bibliothek. Materialien und didaktische Analysen zum Verständnis der französischen Literatur).
- Brian Moore: Hetzjagd. Diogenes, Zürich 1997 (in Anlehnung an die Geschichte des Kriegsverbrechers Paul Touvier).
- Irène Némirovsky: Suite française Deutsch von Eva Moldenhauer. erstmals Knaus, München 2005, ISBN 3-8135-0260-0 (gleicher Titel wie im frz. Orig.); TB: btb, München 2009, ISBN 978-3-442-73963-9.
- Georges Perec: W ou le souvenir d’enfance; dt.: W oder die Kindheitserinnerung, Übers. Eugen Helmlé. Suhrkamp, Frankfurt 1982, ISBN 3-518-01780-2 (Weitere Übers. u. d. T. W oder die Erinnerung an die Kindheit, Übers. Thorgerd Schücker. Volk und Welt, Berlin (DDR) 1978.) Neuauflage der Übersetzung von Eugen Helmlé: diaphanes, Zürich 2016, ISBN 978-3-03734-225-1.
- Jean-Paul Sartre: Paris unter der Besatzung. Artikel, Aufsätze und Reportagen 1944–1945. Rowohlt TB, Reinbek 1997, ISBN 3-499-14593-6
- Moriz Scheyer: Selbst das Heimweh war heimatlos: Bericht eines jüdischen Emigranten 1938–1945. Tagebuch. Rowohlt, Reinbek 2017 (Orig. 1945). Nachwort, Erklärungen, Namensverzeichnis
- Joseph Joffo: Ein Sack voll Murmeln. Ullstein TB, 1996, ISBN 3-548-23727-4 (Un sac de billes. Librairie Generale Française ISBN 2-253-02949-1)
- Tatiana de Rosnay: Sarahs Schlüssel. Roman. Übers. Angelika Kaps. Bloomsbury, Berlin 2007, häufige Neuaufl., auch als Hörbuch. Orig. Sarah’s key Interview m.d. Autorin (PDF; 360 kB).
- Anne Wiazemsky: Mein Berliner Kind. Beck, München 2010, ISBN 978-3-406-60521-5. Französisches Original: Mon enfant de Berlin. Roman. Gallimard, Paris 2009, ISBN 978-2-07-078409-7. (eine sehr junge frz. Rotkreuz-Schwester in den letzten Kriegsmonaten).
- Marie-Odile Beauvais: Le secret Gretl. Roman. Fayard, Paris 2009, ISBN 978-2-213-64447-9 (Eine 30-Jährige von deutsch-französischer Herkunft im besetzten Paris, zwischen Kollaboration und Verweigerung; nicht in Deutsch).

Nur im Leihverkehr
- Didier Léautey: Hitlerdeutschland, Kollaboration und Résistance als Thema des französischen Gegenwartsromans. 1980. Hochschulschrift: Univ. Münster (Westf.) Diss. phil. A, 1981

## Filme
- Die Finsternis, Literaturverfilmung mit dokumentarischem Material von Thomas Tielsch. Der Film beschreibt die Zeit kurz vor Ende des Zweiten Weltkrieges, als die Vichy-Regierung von den Nationalsozialisten nach Sigmaringen verpflanzt wurde. Nach dem Roman Von einem Schloss zum anderen von Louis-Ferdinand Céline.
- Folgendes Buch beschreibt 5 Filme zum Thema: Pia Bowinkelmann: Schattenwelt. Die Vernichtung der Juden, dargestellt im französischen Dokumentarfilm. Offizin, Hannover 2008, ISBN 978-3-930345-62-5 (dort thematisierte Filmemacher: Resnais Nacht und Nebel; Frédéric Rossif & Madeleine Chapsal: Le Temps du ghetto, 1961; Marcel Ophüls: Das Haus nebenan – Chronik einer französischen Stadt im Kriege (OT: Le chagrin et la pitié) 1969; Claude Lanzmann, Shoah und Claude Chabrol: Das Auge von Vichy, 1993)
- L'occupation intime. französischer Dokumentarfilm von Isabelle Clarke und Daniel Costelle über das alltägliche Leben unter der deutschen Besatzung, 2011.
- Sigmaringen, Hauptstadt Frankreichs (le dernier refuge), ein Film von Serge Moati, ARTE 2017.